# قائمة قاعات الحفلات

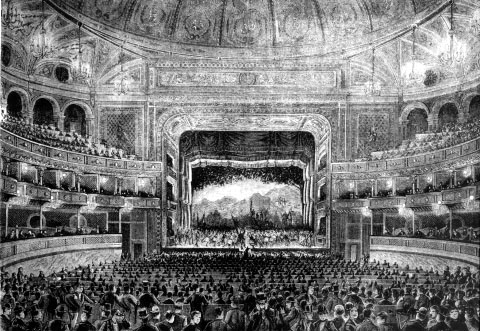
تياترو دال فيرمي، ميلان ج. 1875

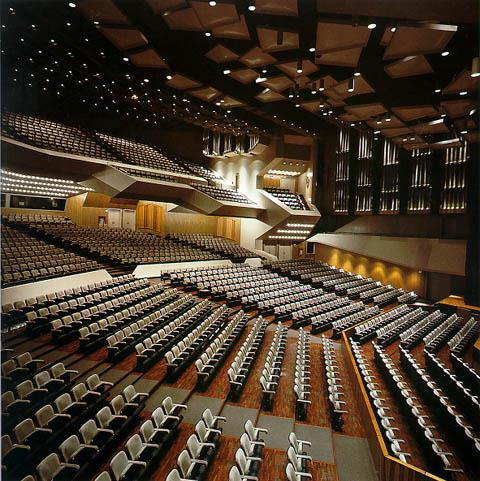
قاعة ريوس رينا، مجمع تيريزا كارينو الثقافي، كاراكاس

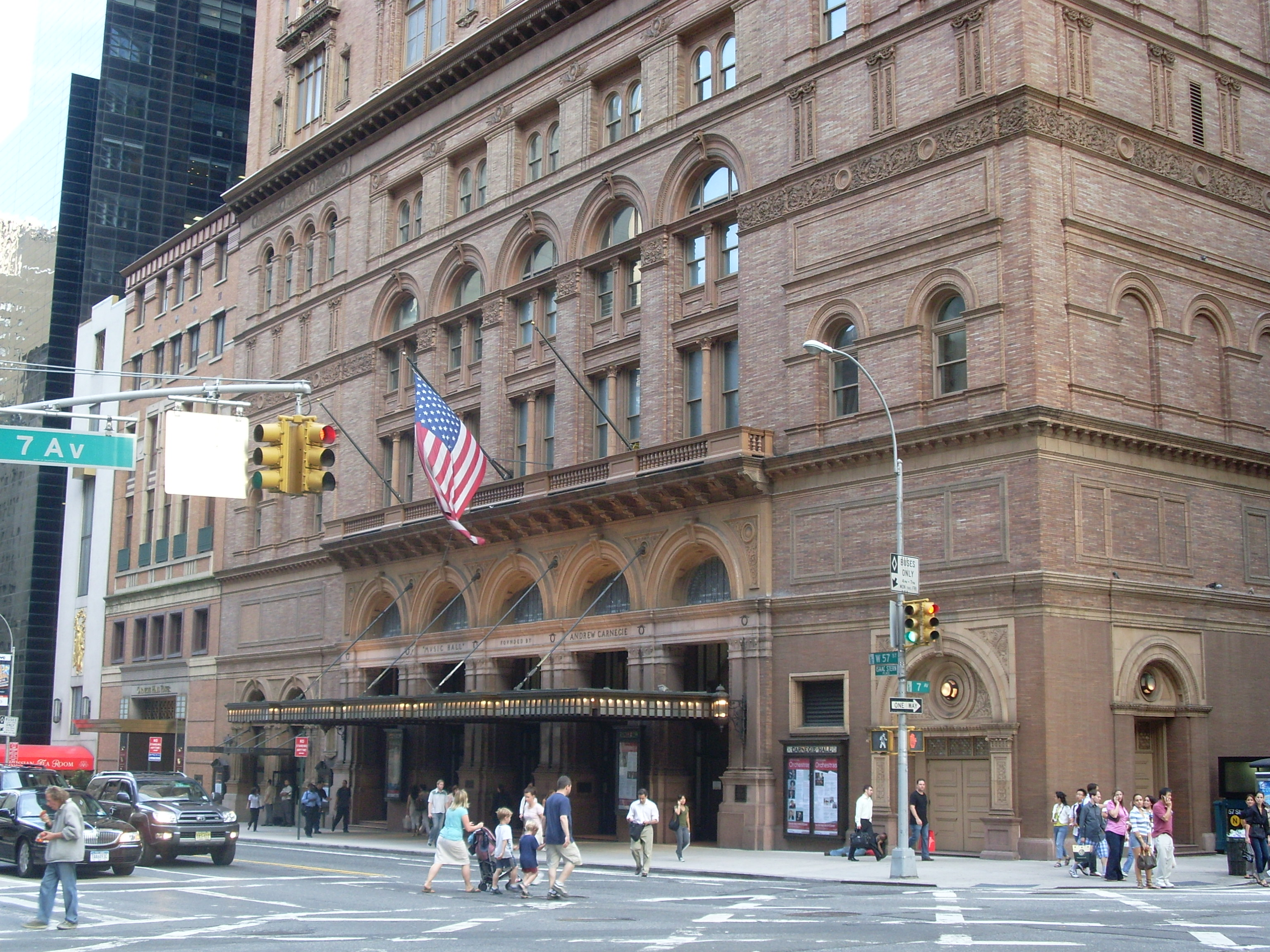
قاعة كارنيجي، مدينة نيويورك

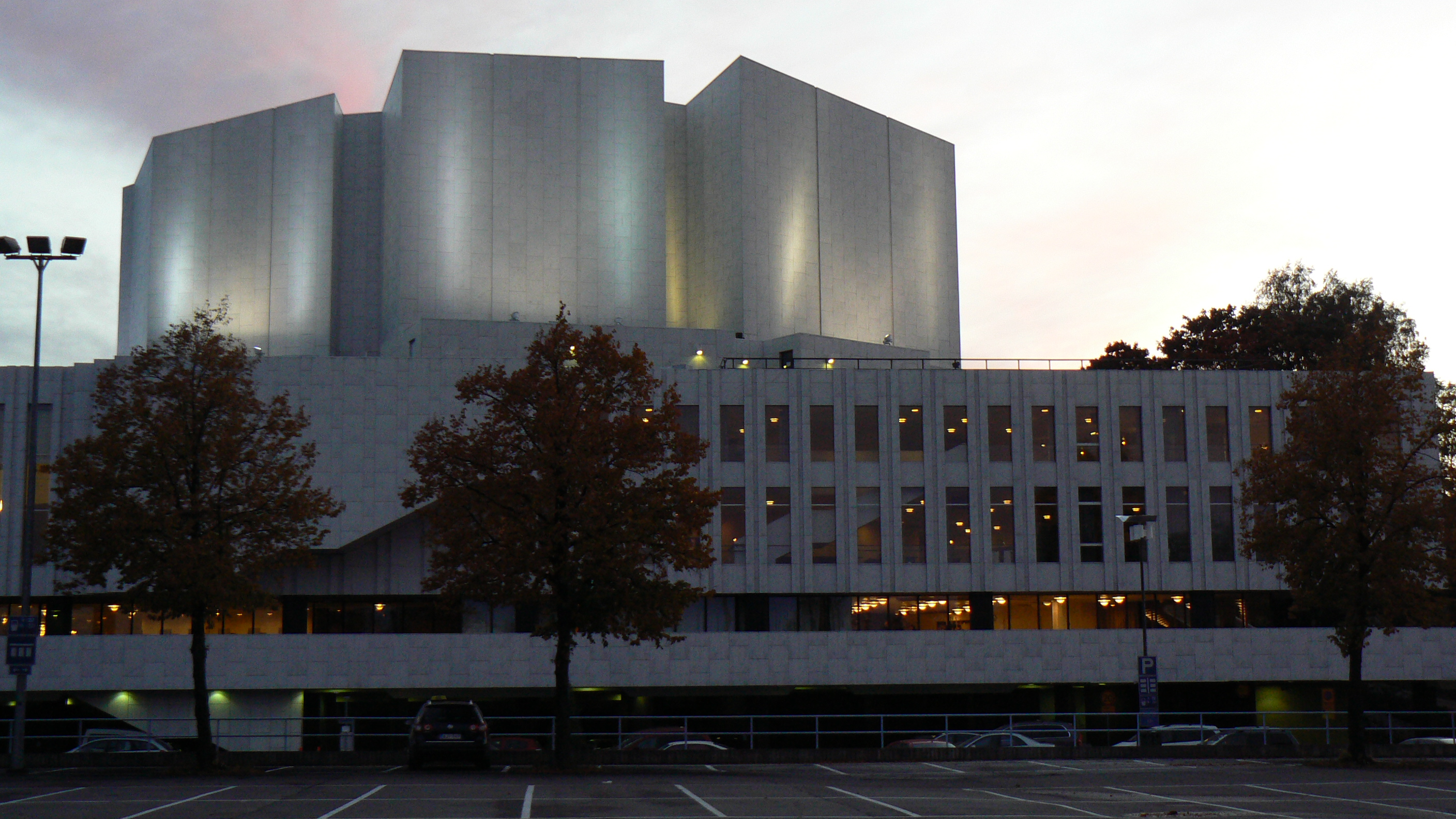
قاعة فنلنديا، هلسنكي

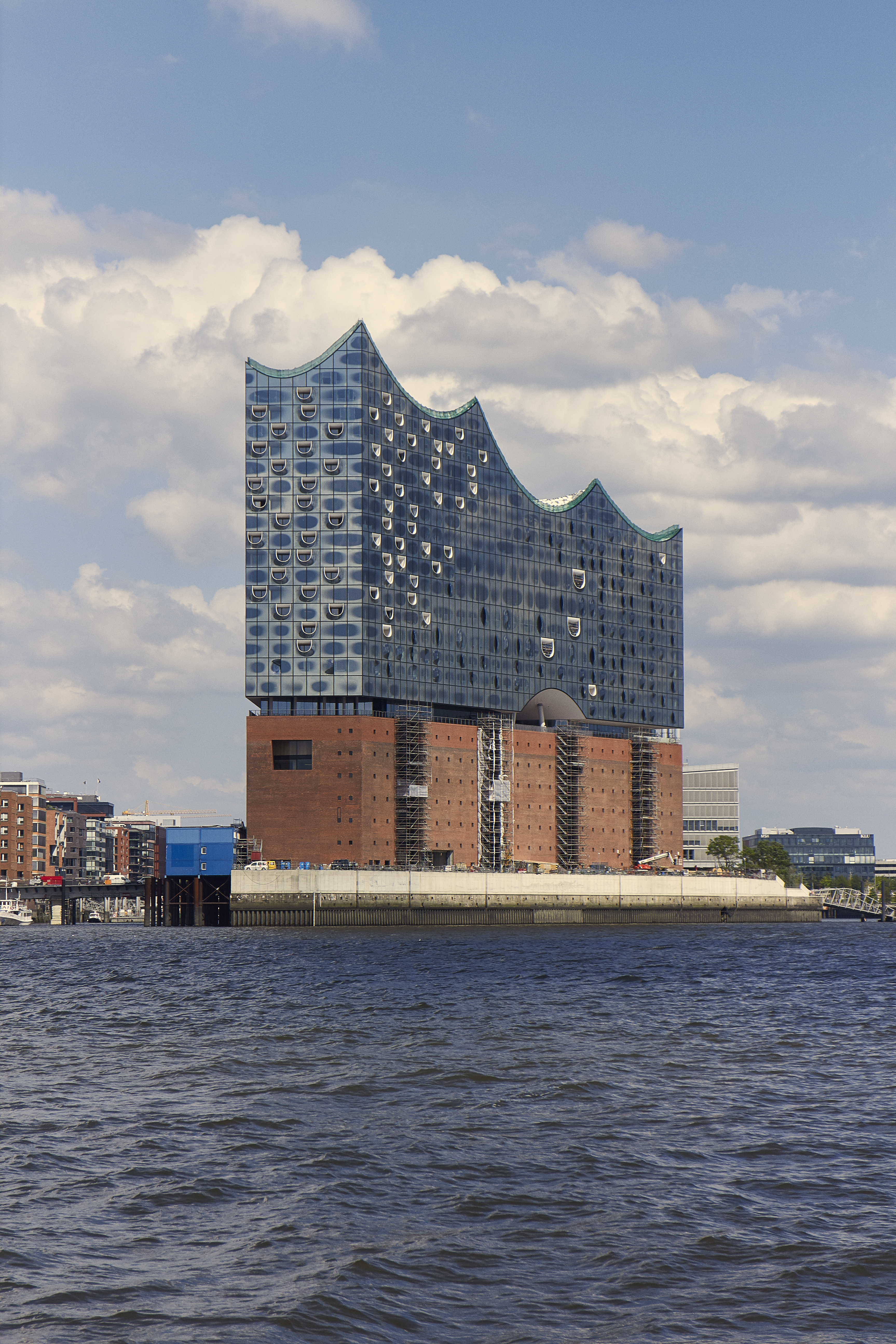
Elbphilharmonie، هامبورغ

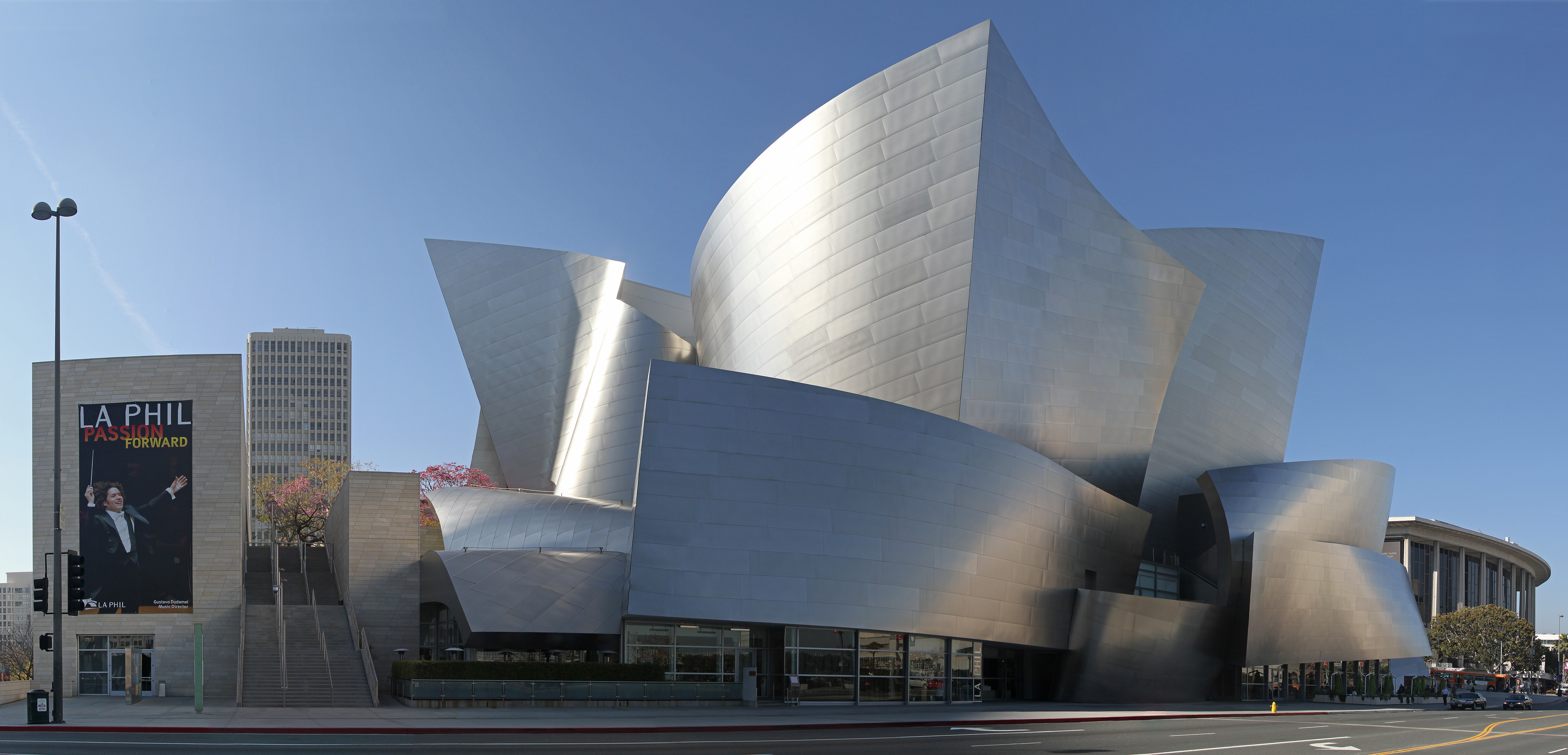
قاعة والت ديزني للحفلات الموسيقية، لوس أنجلوس

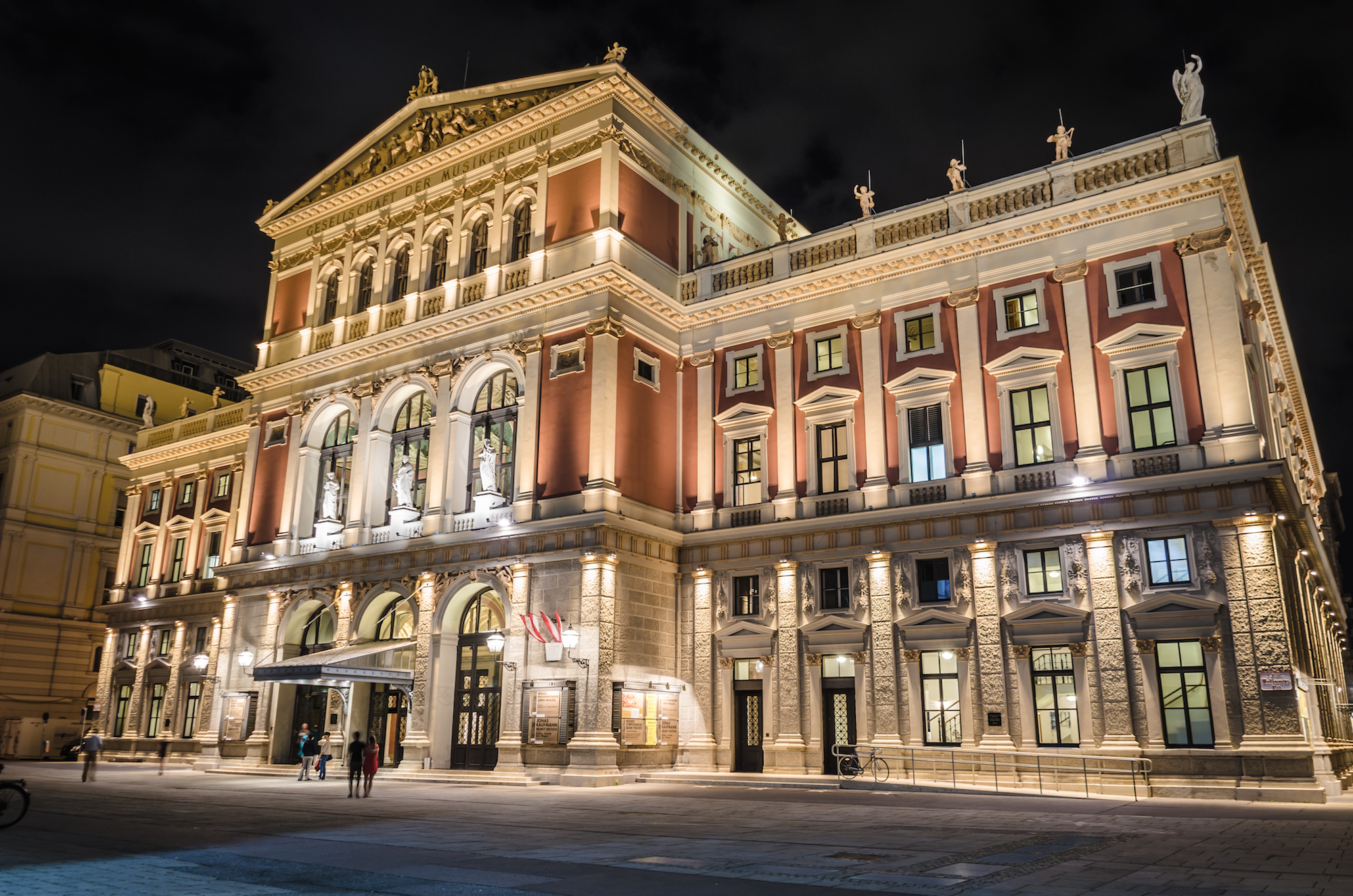
Musikverein، فيينا

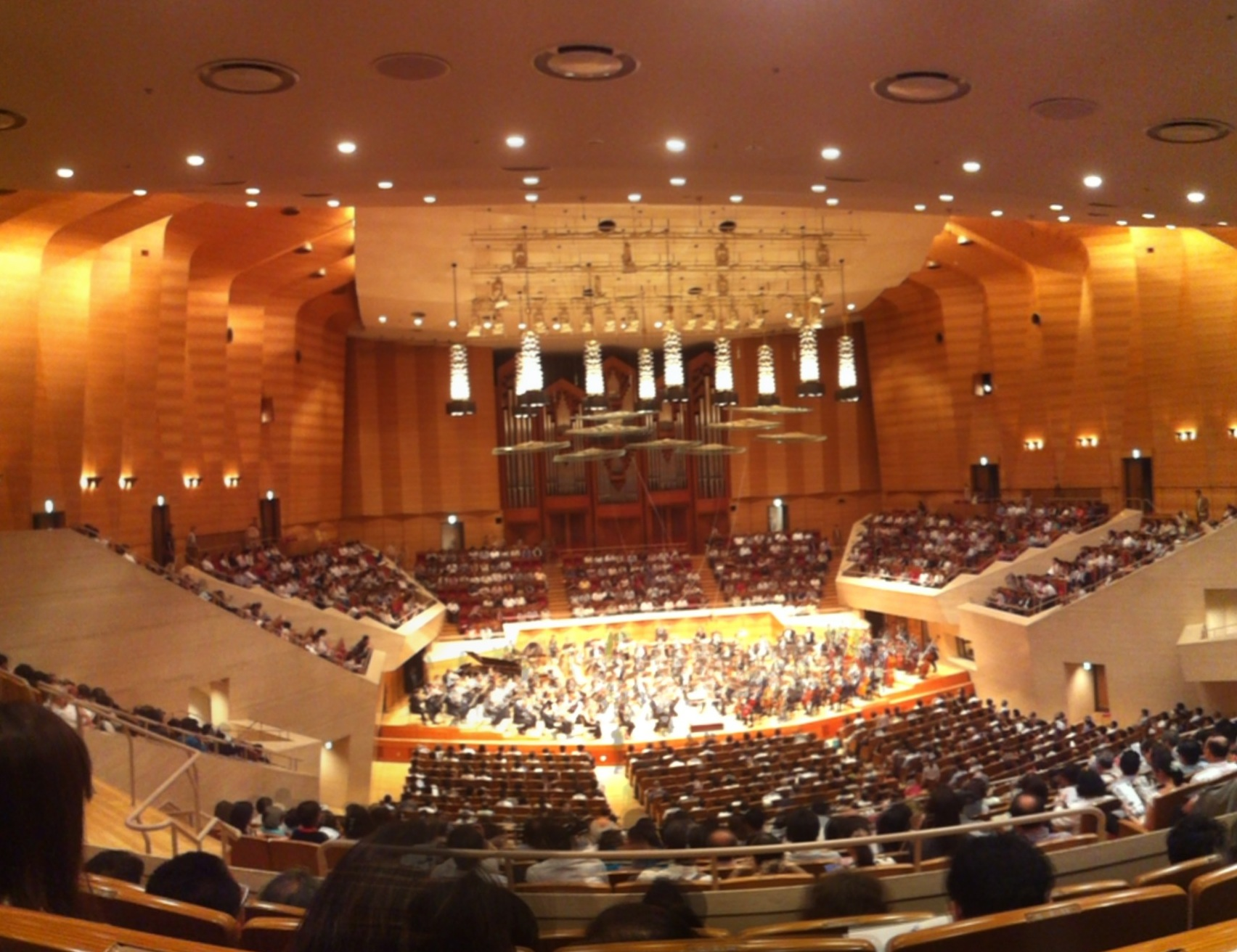
قاعة سنتوري، طوكيو

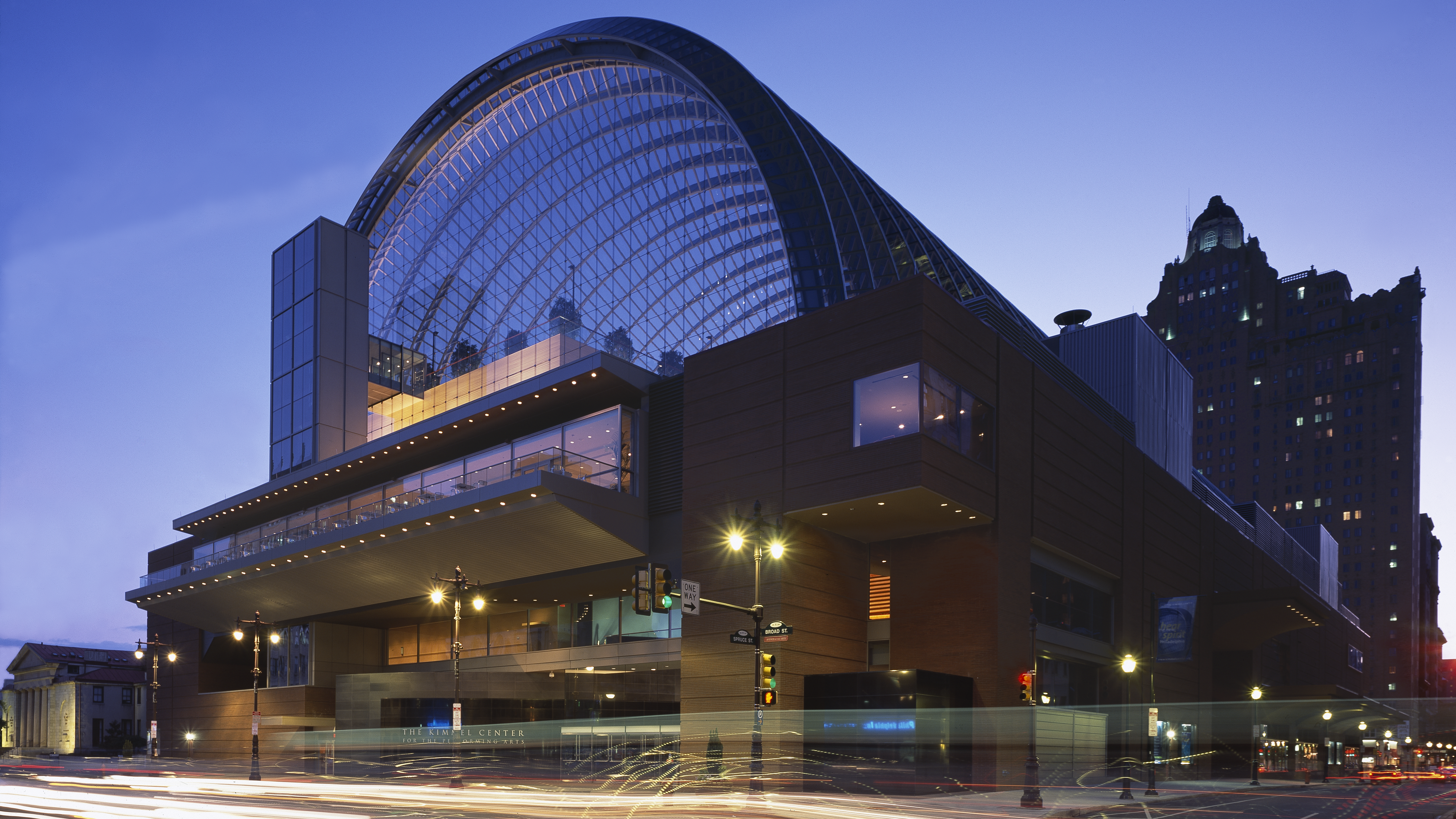
مركز كيميل للفنون المسرحية، فيلادلفيا

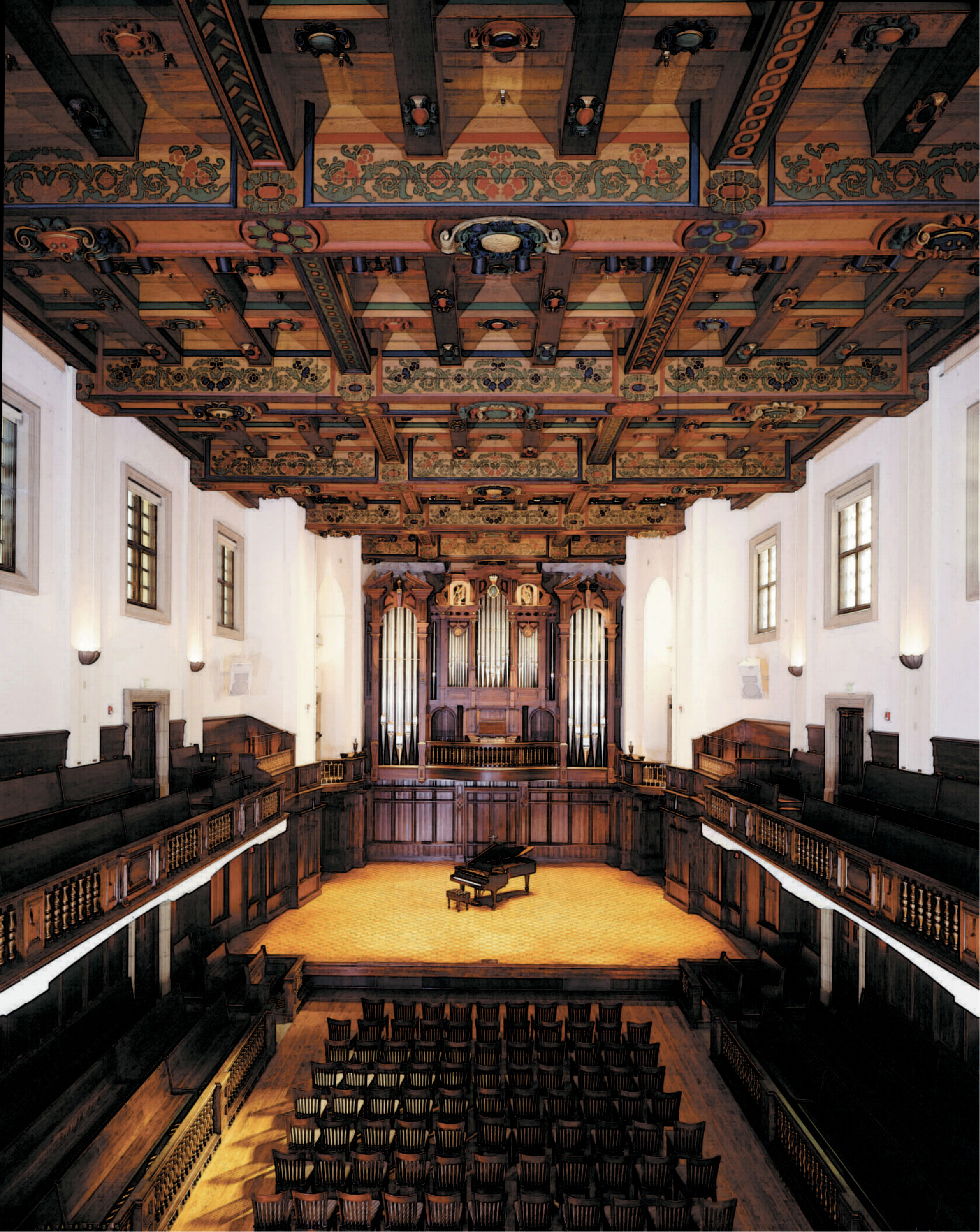
قاعة الجسور للموسيقى، كليرمونت، كاليفورنيا

قاعة الحفلات عبارة عن مبنى ثقافي به مسرح يستخدم كمكان للأداء وقاعة مليئة بالمقاعد. في حين أن القاعات الأولى التي بنيت في القرن 18 والقرن 19 كانت مصممة للأوركسترا الكلاسيكية، كونشرتو والأوبرا والحفلات الموسيقية والباليه، كانت القاعات في القرن 20 والقرن 21 كثيرا ما تبنى لاستيعاب مجموعة واسعة من أنواع الأداء، بما في ذلك الموسيقي. في العشرينيات من القرن الحالي، تم أيضًا أداء الموسيقى الشعبية مثل موسيقى الروك والموسيقى التقليدية مثل الموسيقى الشعبية في هذه الأماكن. توجد العديد من قاعات الحفلات الموسيقية كجزء من عدة قاعات أو مساحات أداء داخل مركز فنون أداء أكبر. في العديد من المدن، يتم الجمع بين قاعة الحفلات الموسيقية ومركز المؤتمرات. تحتوي قاعات الحفلات الموسيقية أيضًا على غرف للبروفات الأوركسترالية. يوجد في العديد من المدن الكبرى قاعات للحفلات الموسيقية العامة والخاصة. خاصة في المدن الصغيرة ذات الأماكن البديلة الأقل، يمكن أيضًا استخدام قاعات الحفلات الموسيقية لاستيعاب الأنشطة الأخرى، من العروض المسرحية إلى العروض الأكاديمية وحفلات التخرج من الجامعات.
لا تشمل هذه القائمة أماكن أخرى مثل الملاعب الرياضية أو المسارح الدرامية أو مراكز المؤتمرات التي قد تُستخدم أحيانًا للحفلات الموسيقية.
يتم تنظيم القائمة حسب المنطقة الجغرافية السياسية أو القارة ثم حسب البلد داخل كل منطقة.

## أفريقيا

### مصر
| موقع       | مكان                    | غرفة            | تاريخ البناء | مقاعد | المنظمات المقيمة           |
| ---------- | ----------------------- | --------------- | ------------ | ----- | -------------------------- |
| القاهرة    | دار الاوبرا المصرية     | الحجرة الرئيسية | 1988         | 1300  | أوركسترا القاهرة السيمفوني |
| الإسكندرية | دار الاوبرا بالاسكندرية | الحجرة الرئيسية | 1918         | 1,000 |                            |

### المغرب
| موقع          | مكان                      | غرفة | تاريخ البناء | مقاعد | المنظمات المقيمة |
| ------------- | ------------------------- | ---- | ------------ | ----- | ---------------- |
| الدار البيضاء | مسرح الدار البيضاء الكبير |      |              | 2700  |                  |
| الجديدة       | مسرح عفيفي                |      |              | 1000  |                  |
| مراكش         | المسرح الملكي             |      |              | 1200  |                  |
| المحمدية      | مسرح عبد الرحيم بوعبيد    |      |              | 600   |                  |
| وجدة          | مسرح ميد السادس وجدة      |      |              | 1200  |                  |
| الرباط        | المسرح الوطني محمد الخامس |      | 1962         | 1010  |                  |
| الرباط        | مسرح الرباط الكبير        |      |              | 1949  |                  |
| تازة          | مسرح لا كوبول             |      |              | 600   |                  |

## آسيا

### أرمينيا
| موقع   | مكان                                      | غرفة                                                      | تاريخ البناء | مقاعد | المنظمات المقيمة |
| ------ | ----------------------------------------- | --------------------------------------------------------- | ------------ | ----- | --- |
| يريفان | مسرح أوبرا يريفان                         | قاعة آرام خاشاتوريان للحفلات                              | 1933         | 1300  | الأوركسترا الأرمنية الفيلهارمونية، مهرجان يريفان الدولي للموسيقى                                                                                          |
| يريفان | مسرح أوبرا يريفان                         | مسرح ألكسندر سبندياريان الأكاديمي الوطني للأوبرا والباليه | 1933         | 1200  | مسرح Spendiaryan الوطني للأوبرا والباليه |
| يريفان | Komitas Chamber Music House. بيت الموسيقى | قاعة موسيقى الحجرة                                        | 1979         | 330   | أوركسترا الحجرة الوطنية في أرمينيا، جوقة الحجرة الوطنية، جوقة الحجرة الوطنية في أرمينيا، جوقة حجرة يريفان، فرقة تاغاران، الفرقة الوطنية للعازفين الفرديين |

### أذربيجان
| موقع     | مكان                                              | غرفة | تاريخ البناء | مقاعد | المنظمات المقيمة                                                                  |
| -------- | ------------------------------------------------- | ---- | ------------ | ----- | --------------------------------------------------------------------------------- |
| باكو     | مسرح أكاديمية دولة أذربيجان للأوبرا والباليه      |      | 1911         | 1800  |                                                                                   |
| باكو     | قاعة أوركسترا الدولة الأذربيجانية                 |      | 1912         | 1,710 | جمعية الدولة الأذربيجانية الفيلهارمونية                                           |
| باكو     | قصر حيدر علييف                                    |      | 1972         | 2,158 |                                                                                   |
| باكو     | مركز حيدر علييف                                   |      | 2012         |       |                                                                                   |
| باكو     | مركز باكو للمؤتمرات                               |      | 2015         | 6000  |                                                                                   |
| باكو     | مسرح دولة أذربيجان للكوميديا الموسيقية            |      | 1883         | 460   |                                                                                   |
| باكو     | مسرح الدراما الروسي الحكومي الأذربيجاني           |      | 1920         |       |                                                                                   |
| باكو     | مسرح الدراما الوطني الأكاديمي الحكومي في أذربيجان |      | 1919         |       |                                                                                   |
| باكو     | مسرح الدولة الأذربيجاني للمشاهدين الصغار          |      | 1928         |       |                                                                                   |
| جانجا    | مسرح ولاية جانجا للدراما                          |      | 1899         |       |                                                                                   |
| جانجا    | قاعة غانيا الحكومية للأوركسترا                    |      | 2017         | 1100  | فرقة غويغول ستيت للأغاني والرقص أوركسترا الآلات الشعبية أوركسترا غرفة ولاية جانجا |
| سومجيت   | مسرح سومجايت للدراما الموسيقية                    |      | 1968         |       |                                                                                   |
| شاكي     | مسرح شيكي الدراما                                 |      | 1973         | 300   |                                                                                   |
| ناختشفان | مسرح ناختشفان الحكومي المسرحي الموسيقي            |      | 1883         |       |                                                                                   |

### جورجيا
| موقع   | مكان                        | غرفة | تاريخ البناء | مقاعد | المنظمات المقيمة            |
| ------ | --------------------------- | ---- | ------------ | ----- | --------------------------- |
| تبليسي | مسرح الأوبرا الوطني الجورجي |      | 1971         | 1,065 | مسرح الأوبرا الوطني الجورجي |
| تبليسي | قاعة حفلات تبليسي           |      | 1912         | 2317  |                             |

### الهند
| موقع   | مكان                          | غرفة                                                 | تاريخ البناء | مقاعد | المنظمات المقيمة          |
| ------ | ----------------------------- | ---------------------------------------------------- | ------------ | ----- | ------------------------- |
| مومباي | المركز الوطني للفنون المسرحية | مسرح جمشيد بهابها                                    | 1999         | 1,109 | أوركسترا الهند السيمفونية |
| مومباي | المركز الوطني للفنون المسرحية | مسرح تاتا                                            | 1980         | 1,010 | أوركسترا الهند السيمفونية |
| مومباي | المركز الوطني للفنون المسرحية | قاعة BITS بيلاني جوا                                 | 2004         | 2500  | أوركسترا الهند السيمفونية |
| مومباي | المركز الوطني للفنون المسرحية | قاعة Sri Shanmukhananda Chandrasekarendra Saraswathi | 1952         | 2763  | أوركسترا الهند السيمفونية |
| مومباي | المركز الوطني للفنون المسرحية | المسرح التجريبي                                      | 1986         | 285   | أوركسترا الهند السيمفونية |
| مومباي | المركز الوطني للفنون المسرحية | مسرح جودريج للرقص                                    | 1985         | 185   | أوركسترا الهند السيمفونية |
| مومباي | المركز الوطني للفنون المسرحية | المسرح الصغير                                        | 1975         | 114   | أوركسترا الهند السيمفونية |

### إيران
| موقع  | مكان                | غرفة | تاريخ البناء | مقاعد | المنظمات المقيمة                                       |
| ----- | ------------------- | ---- | ------------ | ----- | ------------------------------------------------------ |
| طهران | قاعة ميلاد (IIEC)   |      |              | 2100  |                                                        |
| طهران | قاعة برج ميلاد      |      | 2008         | 1600  |                                                        |
| طهران | قاعة روداكي         |      | 1957         | 900   | أوركسترا طهران السيمفونية الأوركسترا الوطنية الإيرانية |
| طهران | صالة وزارة الداخلية |      | 1977         | 3000  |                                                        |
| تبريز | مسرح تابريز تبريز   |      | 1927         | 800   |                                                        |

### إسرائيل
| موقع    | مكان                         | غرفة | تاريخ البناء | مقاعد | المنظمات المقيمة               |
| ------- | ---------------------------- | ---- | ------------ | ----- | ------------------------------ |
| تل أبيب | قاعة تشارلز برونفمان         |      | 1957         | 2760  | أوركسترا إسرائيل الفيلهارمونية |
| تل أبيب | مركز تل أبيب للفنون المسرحية |      | 1994         | 1,656 | الأوبرا الإسرائيلية            |

### إندونيسيا
| موقع   | مكان                      | غرفة                         | تاريخ البناء | مقاعد | المنظمات المقيمة                                            |
| ------ | ------------------------- | ---------------------------- | ------------ | ----- | ----------------------------------------------------------- |
| جاكرتا | مبنى جاكرتا للفنون        | قاعة الحفلات الموسيقية       | 1821         | 475   | Pemerintahan Daerah Provinsi Daerah Khusus Ibu Kota Jakarta |
| جاكرتا | اولا سيمفونيا جاكرتا      | قاعة وقاعة للحفلات الموسيقية | 2009         | 1200  | أوركسترا جاكرتا سيمفونيا وجمعية أوراتوريو جاكرتا            |
| جاكرتا | قاعة UBM الكبرى           | قاعة وقاعة للحفلات الموسيقية | 2010         | 1200  |                                                             |
| جاكرتا | قاعة إسماعيل اسماعيل      | قاعة سينما / حفلات مشتركة    | 1997         | 430   |                                                             |
| جاكرتا | Balai Resital Kertanegara | قاعة وقاعة للحفلات الموسيقية | 2014         | 270   | ياياسان ريسونانز                                            |
| جاكرتا | بالاي ساربيني             | قاعة وقاعة للحفلات الموسيقية | 1973         | 1300  | PT. قبة Semanggi اندونيسيا                                  |
| جاكرتا | تامان إسماعيل مرزوقي      | معرض وقاعة فنية              | 1968         | 1,240 |                                                             |

### كازاخستان
| موقع      | مكان                                      | غرفة                   | تاريخ البناء | مقاعد | المنظمات المقيمة |
| --------- | ----------------------------------------- | ---------------------- | ------------ | ----- | ---------------- |
| ألماتي    | قصر الجمهورية                             | قاعة الحفلات الموسيقية | 1970         | 2567  |                  |
| ألماتي    | مسرح اويزوف                               | قاعة محاضرات           | 1981         | 756   |                  |
| نور سلطان | قاعة كازاخستان المركزية للحفلات الموسيقية | قاعة الحفلات الموسيقية | 2010         | 3500  |                  |

### لبنان
| موقع  | مكان                  | غرفة | تاريخ البناء | مقاعد | المنظمات المقيمة                        |
| ----- | --------------------- | ---- | ------------ | ----- | --------------------------------------- |
| بيروت | الكونسرفتوار اللبناني |      |              |       | الأوركسترا السيمفونية الوطنية اللبنانية |

### ماكاو
| موقع | مكان               | غرفة          | تاريخ البناء | مقاعد | المنظمات المقيمة |
| ---- | ------------------ | ------------- | ------------ | ----- | ---------------- |
| سي   | مركز ماكاو الثقافي | القاعة الكبرى | 1999         | 1,076 | أوركسترا ماكاو   |

### ماليزيا
| موقع        | مكان                            | غرفة                                  | تاريخ البناء | مقاعد | المنظمات المقيمة                                                            |
| ----------- | ------------------------------- | ------------------------------------- | ------------ | ----- | --------------------------------------------------------------------------- |
| كوالا لمبور | قاعة بتروناس الفيلهارمونية      | قاعة الحفلات الموسيقية                | 1998         | 920   | الأوركسترا الفيلهارمونية الماليزية، أوركسترا الشباب الفيلهارمونية الماليزية |
| كوالا لمبور | استانا بودايا                   | قاعة بانجونج ساري                     | 1999         | 1,412 | الأوركسترا السيمفونية الوطنية الأوركسترا السيمفونية الوطنية للشباب          |
| كوالا لمبور | مركز كوالالمبور للفنون المسرحية | المرحلة 1                             | 2006         | 504   | أوركسترا KLPac                                                              |
| كوالا لمبور | مركز كوالالمبور للفنون المسرحية | المرحلة الثانية                       | 2006         | 190   | أوركسترا KLPac                                                              |
| كوالا لمبور | مركز كوالالمبور للمؤتمرات       | قاعة الجلسات العامة                   | 2005         | 2,994 |                                                                             |
| كوالا لمبور | أنغكاسابوري                     | قاعة بيردانا                          | 1969         | 700   | أوركسترا RTM                                                                |
| كوالا لمبور | Panggung Bandaraya DBKL         | قاعة المسرح                           | 1896         | 350   | أوركسترا DBKL                                                               |
| كوالا لمبور | جامعة مالايا                    | القاعة الكبرى (ديوان تونكو كانسلور)   | 1966         | 3000  | أوركسترا جامعة مالايا السيمفونية                                            |
| كوالا لمبور | جامعة مالايا                    | المسرح التجريبي (Panggung Eksperimen) | 1966         | 435   | أوركسترا جامعة مالايا السيمفونية                                            |
| سيلانجور    | مركز دامانسارا للفنون المسرحية  | قاعة المسرح                           | 2013         | 200   |                                                                             |
| سيلانجور    | مركز دامانسارا للفنون المسرحية  | صندوق اسود                            | 2013         | 120   |                                                                             |
| سيلانجور    | مسرح شاه علم رويال              | قاعة المسرح                           | 2008         | 800   |                                                                             |
| بينانج      | مركز بينانج للفنون المسرحية     | المرحلة 1                             | 2011         | 303   |                                                                             |
| بينانج      | مركز بينانج للفنون المسرحية     | المرحلة الثانية                       | 2011         | 120   |                                                                             |
| بينانج      | ديوان سري بينانج                | قاعة محاضرات                          | 1970         | 1,000 | أوركسترا بينانغ الفيلهارمونية                                               |

### كوريا الشمالية
| موقع       | مكان                             | غرفة          | تاريخ البناء | مقاعد | المنظمات المقيمة    |
| ---------- | -------------------------------- | ------------- | ------------ | ----- | ------------------- |
| بيونغ يانغ | مسرح شرق بيونغ يانغ الكبير       | قاعة المسرح   | 1989         | 2500  |                     |
| بيونغ يانغ | بيت الثقافة الدولي في بيونغ يانغ | قاعة الموسيقى | 1988         | 600   | أوركسترا إيسانغ يون |

### سلطنة عمان
| موقع | مكان                       | غرفة | تاريخ البناء | مقاعد | المنظمات المقيمة                   |
| ---- | -------------------------- | ---- | ------------ | ----- | ---------------------------------- |
| مسقط | دار الأوبرا السلطانية مسقط |      | 2011         | 1100  | أوركسترا عمان السلطانية السيمفونية |

### سنغافورة
| موقع           | مكان                                       | غرفة                                      | تاريخ البناء | مقاعد | المنظمات المقيمة             |
| -------------- | ------------------------------------------ | ----------------------------------------- | ------------ | ----- | ---------------------------- |
| داون تاون كور  | مارينا باي ساندز                           | مسرح الرمال                               | 2010         | 1,680 |                              |
| داون تاون كور  | مارينا باي ساندز                           | المسرح الكبير                             | 2010         | 2,155 |                              |
| داون تاون كور  | Esplanade - مسارح على الخليج               | قاعة حفلات Esplanade                      | 2002         | 1,811 | أوركسترا سنغافورة السيمفونية |
| داون تاون كور  | Esplanade - مسارح على الخليج               | مسرح Esplanade                            | 2002         | 1,942 | أوبرا سنغافورة الغنائية      |
| داون تاون كور  | قاعة المؤتمرات في سنغافورة                 | قاعة حفلات SCO                            | 1965         | 883   | أوركسترا سنغافورة الصينية    |
| داون تاون كور  | دار الفنون في البرلمان القديم              | الغرفة                                    | 2004 (مجدد)  | 200   |                              |
| داون تاون كور  | مسرح فيكتوريا وقاعة الحفلات الموسيقية      | قاعة فيكتوريا للحفلات الموسيقية           | 1905         | 883   | أوركسترا سنغافورة السيمفونية |
| داون تاون كور  | مسرح فيكتوريا وقاعة الحفلات الموسيقية      | مسرح فيكتوريا                             | 1905         | 904   |                              |
| هوجانج         | مدرسة بايا ليبار الميثودية للبنات (ثانوية) | قاعة الحفلات الموسيقية                    | 2010         | 711   |                              |
| نوفينا         | المدرسة الأنجلو الصينية (طريق باركر)       | قاعة حفلات السيدة لي تشون جوان            | 2003         | 830   |                              |
| كوينزتاون      | جامعة سنغافورة الوطنية                     | معهد يونغ سيو توه لقاعة الحفلات الموسيقية | 2006         | 600   | أوركسترا المعهد              |
| كوينزتاون      | جامعة سنغافورة الوطنية                     | قاعة حفلات المركز الثقافي الجامعي         | 2000         | 1700  | أوركسترا NUS السيمفونية      |
| كوينزتاون      | الكلية الأنجلو الصينية جونيور              | مسرح السيدة لي تشون جوان                  | 2008         | 454   |                              |
| روشور          | أكاديمية نانيانغ للفنون الجميلة            | مسرح مؤسسة لي                             | 2004         | 380   | أوركسترا نافا                |
| الجزر الجنوبية | منتجعات سينتوسا العالمية                   | المسرح الكبير الاحتفالي                   | 2010         | 1600  | رحلة في لا في                |

### سوريا
| موقع | مكان           | غرفة | تاريخ البناء | مقاعد | المنظمات المقيمة |
| ---- | -------------- | ---- | ------------ | ----- | ---------------- |
| دمشق | دار أوبرا دمشق |      | 2004         | 1331  |                  |

### تايلاند
| موقع        | مكان                            | غرفة            | تاريخ البناء | مقاعد | المنظمات المقيمة                                                                              |
| ----------- | ------------------------------- | --------------- | ------------ | ----- | --------------------------------------------------------------------------------------------- |
| بانكوك      | قاعة مؤتمرات شولالونجكورن       | الحجرة الرئيسية | 1967         |       | فرقة CU                                                                                       |
| بانكوك      | قاعة مؤتمرات كاسيتسارت          | الحجرة الرئيسية | 1966         |       | فرقة KU                                                                                       |
| بانكوك      | مسرح Muangthai Rachadalai       | مسرح            | 2006         | 1450  | المسرح الموسيقي العادي                                                                        |
| بانكوك      | المسرح الوطني                   | الحجرة الرئيسية | 1965         | 1300  | الموسيقى الكلاسيكية التايلاندية والرقص                                                        |
| بانكوك      | المسرح الملكي Sala Chalermkrung | الحجرة الرئيسية | 1933         | 2000  | رقصة الخون الملكية                                                                            |
| بانكوك      | مسرح سيام بافالي                | مسرح            | 2005         | 1200  |                                                                                               |
| بانكوك      | مركز تايلاند الثقافي            | الحجرة الرئيسية | 1987         | 2000  | أوركسترا بانكوك السيمفونية وأوبرا بانكوك وأوركسترا سيام الفيلهارمونية وجوقة أورفيوس في بانكوك |
| بانكوك      | قاعة جامعة تاماسات              | الحجرة الرئيسية | 1954         | 2500  | أوركسترا جامعة تاماسات السيمفونية                                                             |
| ناخون باتوم | قاعة الأمير ماهيدول             | الحجرة الرئيسية | 2014         | 2,006 | أوركسترا تايلاند الفيلهارمونية                                                                |
| تشيانغ ماي  | مسرح كاد صوان كايو              | مسرح            | 1994         | 1480  | فرقة شيانغ ماي للشباب الفيلهارمونية                                                           |

### تركيا
| موقع    | مكان                                                 | غرفة                                                   | تاريخ البناء | مقاعد | المنظمات المقيمة                  |
| ------- | ---------------------------------------------------- | ------------------------------------------------------ | ------------ | ----- | --------------------------------- |
| أنقرة   | دار الأوبرا في أنقرة                                 |                                                        | 1948         | 700   | أوبرا وباليه الدولة التركية       |
| أنقرة   | قاعة بيلكنت للحفلات الموسيقية                        | قاعة بيلكنت للحفلات الموسيقية                          | 1994         | 800   | أوركسترا بيلكنت السيمفونية        |
| أنقرة   | بيلكنت أوديون                                        |                                                        | 1999         | 4000  | أوركسترا بيلكنت السيمفونية        |
| اسطنبول | مركز أتاتورك الثقافي                                 | AKM Büyük Salonu                                       | 1978         | 1300  | أوركسترا اسطنبول الفيلارمونية     |
| اسطنبول | مركز كاديبوستان الثقافي                              |                                                        | 2005         | 775   |                                   |
| اسطنبول | قاعة حفلات جمال رشيت ري                              |                                                        | 1989         | 862   | أوركسترا اسطنبول السيمفونية CRR   |
| اسطنبول | هل سانات اسطنبول هول                                 | هل سانات                                               | 2000         | 802   |                                   |
| اسطنبول | مركز اسطنبول Lütfi Kırdar للمؤتمرات والمعارض         |                                                        |              | 2000  |                                   |
| اسطنبول | مركز زورلو PSM                                       |                                                        | 2013         | 2,262 |                                   |
| اسطنبول | MKM-MUSTAFA KEMAL CULTURAL CENTER - Akatlar-Beşiktaş | قاعة أتيلا إيلهان                                      | 2004         | 1032  |                                   |
| اسطنبول | ازمير                                                | أحمد عدنان سايجون سانات مركيزي، قاعة الحفلات الموسيقية | 2009         | 1,153 | أوركسترا ولاية إزمير الفيلارمونية |

### فيتنام
| موقع              | مكان                          | غرفة            | تاريخ البناء | مقاعد                    | المنظمات المقيمة                                                 |
| ----------------- | ----------------------------- | --------------- | ------------ | ------------------------ | ---------------------------------------------------------------- |
| هانوي             | دار الأوبرا في هانوي          | الحجرة الرئيسية | 1911         | 598 (870 مقعدًا في الأصل) | أوركسترا فيتنام السيمفونية الوطنية، أوركسترا هانوي الفيلهارمونية |
| مدينة هو تشي مينه | المسرح البلدي، مدينة هوشي منه | الحجرة الرئيسية | 1897         | 500                      | أوركسترا مدينة هو تشي مينه السيمفونية وأوبرا (HBSO)              |
| مدينة هو تشي مينه | مسرح هوا بنه                  | الحجرة الرئيسية | 1985         | 2500 (السعة القصوى)      |                                                                  |
| هايفونغ           | دار الأوبرا هايفونغ           | الحجرة الرئيسية | 1912         | 400                      |                                                                  |

## أوروبا

### ألبانيا
| موقع   | مكان             | غرفة                                      | تاريخ البناء | مقاعد | المنظمات المقيمة                     |
| ------ | ---------------- | ----------------------------------------- | ------------ | ----- | ------------------------------------ |
| تيرانا | قصر ثقافة تيرانا | المسرح الوطني للأوبرا والباليه في ألبانيا | 1953         | 200   | فرقة الغناء والرقص الوطنية الألبانية |

### بلجيكا
| موقع    | مكان                                                        | غرفة                                                             | تاريخ البناء | مقاعد | المنظمات المقيمة              |
| ------- | ----------------------------------------------------------- | ---------------------------------------------------------------- | ------------ | ----- | ----------------------------- |
| أنتويرب | ديسينجيل                                                    | بلاوي زال                                                        | 1980         | 950   |                               |
| أنتويرب | كونينجين إليزابيثزال / قاعة الملكة إليزابيث                 |                                                                  | 1897         | 2000  | أوركسترا أنتويرب السيمفونية   |
| بروج    | كونسيرتجيبو بروج                                            |                                                                  | 2002         | 1300  |                               |
| بروكسل  | كونسرفتوار رويال دي ميوزيك / كونينكليجك موزيك كونسرفاتوريوم | غراندي سال غروت زال فان هيت كونينكليجك كونسيرفاتوريوم فان بروكسل |              | 597   |                               |
| بروكسل  | Palais des Beaux Arts / Paleis voor Schone Kunsten          | سال هنري لو بوف / هنري لو بوفزال                                 | 1929         | 2,150 | الأوركسترا الوطنية لبلجيكا    |
| بروكسل  | Flagey                                                      | استوديو 4                                                        | 1938         | 862   | أوركسترا بروكسل الفيلهارمونية |
| بروكسل  | Ancienne بلجيك                                              |                                                                  | 1857         | 2000  |                               |
| غينت    | فورويت                                                      | كونسرتزال، ثياترزال، بلزال، دومزال                               | 1913         | 1200  |                               |
| لييج    | سال فيلهارمونيك دي لييج                                     |                                                                  | 1887         | 1,162 | أوركسترا فيلهارمونيك دي لييج  |
| لييج    | لا زون                                                      |                                                                  | 1991         | 220   |                               |

### بلغاريا
| موقع  | مكان               | غرفة          | تاريخ البناء | مقاعد | المنظمات المقيمة             |
| ----- | ------------------ | ------------- | ------------ | ----- | ---------------------------- |
| صوفيا | قاعة بلغاريا       | القاعة الكبرى | 1937         | 1200  | أوركسترا صوفيا الفيلهارمونية |
| صوفيا | قاعة بلغاريا       | قاعة الغرفة   | 1937         |       | أوركسترا صوفيا الفيلهارمونية |
| صوفيا | قصر الثقافة الوطني | القاعة 1 NPC  | 1981         | 3,380 |                              |

### كرواتيا
| قرية | مكان                          | غرفة       | تاريخ البناء | مقاعد | المنظمات المقيمة            |
| ---- | ----------------------------- | ---------- | ------------ | ----- | --------------------------- |
| زغرب | قاعة حفلات فاتروسلاف ليسينسكي | قاعة كبيرة | 1973         | 1,847 | أوركسترا زغرب الفيلهارمونية |
| زغرب | قاعة حفلات فاتروسلاف ليسينسكي | قاعة صغيرة | 1973         | 304   |                             |
| زغرب | تفورنيكا كولتور               |            | 2016         | 2200  |                             |

### الجمهورية التشيكية
| موقع     | مكان                      | غرفة          | تاريخ البناء | مقاعد | المنظمات المقيمة                                                 |
| -------- | ------------------------- | ------------- | ------------ | ----- | ---------------------------------------------------------------- |
| برنو     | بيسيدني دوم               |               | 1873         | 433   | أوركسترا برنو                                                    |
| أولوموك  | مسرح مورافيا              | ريدوتا        | 1830         | 500   | أوركسترا مورافيا                                                 |
| اوسترافا | Dům kultury města Ostravy |               | 1961         | 1,000 | أوركسترا Janáček الفيلهارمونية                                   |
| براغ     | رودولفينوم                | قاعة Dvořák   | 1881         | 1100  | أوركسترا تشيكية، أوركسترا براغ، أوركسترا مدينة براغ              |
| براغ     | بيت البلدية               | قاعة سميتانا  | 1912         | 1,067 | أوركسترا براغ السيمفونية، الأوركسترا السيمفونية الوطنية التشيكية |
| براغ     | أوبرا براغ                |               | 1888         | 1,058 |                                                                  |
| براغ     | قلعة براغ                 | Španělský sál | 1606         | 770   |                                                                  |
| براغ     | قلعة براغ                 | ميروفنا       | 1569         | 300   |                                                                  |
| زلين     | مركز المؤتمرات            | Velk sál      | 2010         | 881   | أوركسترا بوهوسلاف مارتيني                                        |

### الدنمارك
| موقع       | مكان                                              | غرفة                   | تاريخ البناء | مقاعد | المنظمات المقيمة                         |
| ---------- | ------------------------------------------------- | ---------------------- | ------------ | ----- | ---------------------------------------- |
| البورك     | Musikkens Hus                                     | الحجرة الرئيسية        | 2014         | 1,298 | اوركسترا البورك السيمفونية               |
| آرهوس      | قاعة حفلات آرهوس                                  | الحجرة الرئيسية        | 1982         | 1588  | أوركسترا آرهوس السيمفونية                |
| كوبنهاغن   | قاعة كوبنهاغن للحفلات الموسيقية                   | القاعة الرئيسية        | 2009         | 1800  | الأوركسترا السيمفونية الوطنية الدنماركية |
| كوبنهاغن   | المسرح الملكي الدنماركي                           | المرحلة القديمة        | 1874         | 1600  | الأوركسترا الملكية الدنماركية            |
| كوبنهاغن   | قاعة تيفولي للحفلات الموسيقية                     | الحجرة الرئيسية        | 1956         | 1,692 | أوركسترا تيفولي السيمفونية               |
| كوبنهاغن   | قاعة حفلات الأكاديمية الملكية الدنماركية للموسيقى | الحجرة الرئيسية        | 1945         | 1,074 | أوركسترا كوبنهاغن الفيلهارمونية          |
| كوبنهاغن   | قصر الزملاء الفرديين                              | قاعة الحفلات الموسيقية | 1755         | 210   |                                          |
| كوبنهاغن   | الماس الأسود                                      | قاعة الملكة            | 1999         | 600   | فرقة الماس                               |
| كوبنهاغن   | ني كارلسبرغ غليبتوتيك                             | قاعة                   | 1906         | 300   |                                          |
| كوبنهاغن   | قاعة موجينز دال للحفلات الموسيقية                 | قاعة الحفلات الموسيقية | 2005         | 225   | جوقة موجينز داهل شامبر                   |
| Esbjerg    | قاعة إسبيرغ للحفلات الموسيقية                     | الحجرة الرئيسية        | 1997         | 1,121 | أوركسترا غرب جوتلاند السيمفونية          |
| همليبيك    | متحف لويزيانا للفن الحديث                         | قاعة حفلات لويزيانا    | 1976         | 265   |                                          |
| أودنس      | قاعة أودنس للحفلات الموسيقية                      | قاعة كارل نيلسن        | 1982         | 1,320 | أوركسترا أودنس السيمفوني                 |
| Sønderborg | قاعة الصيون للحفلات                               | الحجرة الرئيسية        | 2007         | 900   | أوركسترا جنوب جوتلاند السيمفونية         |

### إستونيا
| موقع  | مكان                            | غرفة                           | تاريخ البناء | مقاعد | المنظمات المقيمة                        |
| ----- | ------------------------------- | ------------------------------ | ------------ | ----- | --------------------------------------- |
| Jõhvi | قاعة حفلات Jõhvi                | صور سال (صالة كبيرة)           | 2005         | 826   |                                         |
| بارنو | قاعة حفلات بارنو                | صور سال (صالة كبيرة)           | 2002         | 856   |                                         |
| تالين | مسرح استونيا                    | قاعة إستونيا للحفلات الموسيقية | 1913         | 889   | الأوركسترا السيمفونية الوطنية الإستونية |
| تالين | قاعة اليكسيلا للحفلات الموسيقية | صور سال (صالة كبيرة)           | 2009         | 1,830 |                                         |
| تارتو | قاعة فانيمويز للحفلات الموسيقية |                                | 1970         | 881   |                                         |

### اليونان
| موقع       | مكان                                   | غرفة                                                  | تاريخ البناء | مقاعد | المنظمات المقيمة                          |
| ---------- | -------------------------------------- | ----------------------------------------------------- | ------------ | ----- | ----------------------------------------- |
| أثينا      | مركز مؤسسة ستافروس نياركوس الثقافي     | قاعة ستافروس نياركوس                                  | 2016         | 1400  | الأوبرا الوطنية اليونانية                 |
| أثينا      | مسرح أولمبيا                           | قاعة ماريا كالاس                                      | 1958         | 650   | الأوبرا الوطنية اليونانية                 |
| أثينا      | قاعة أثينا للحفلات الموسيقية           | قاعة كريستوس لامبراكيس (قاعة أصدقاء الموسيقى السابقة) | 1991         | 1961  | أرمونيا أتينيا - أصدقاء أوركسترا الموسيقى |
| أثينا      | قاعة أثينا للحفلات الموسيقية           | ألكسندرا تريانتي هول                                  | 2004         | 1750  |                                           |
| أثينا      | قاعة أثينا للحفلات الموسيقية           | قاعة ديميتريس ميتروبولوس                              | 1991         | 450   |                                           |
| أثينا      | قاعة أثينا للحفلات الموسيقية           | قاعة نيكوس سكالكوتاس                                  | 2004         | 400   |                                           |
| أثينا      | مركز اوناسيس الثقافى ((el))            | المنصة الرئيسية                                       | 2004         | 880   | أرمونيا أتينيا - أصدقاء أوركسترا الموسيقى |
| أثينا      | مسرح تنس الريشة                        | قاعة محاضرات                                          | 2007         | 2430  |                                           |
| إرموبولي   | مسرح أبولون (إرموبولي)                 |                                                       | 1864         | 350   |                                           |
| هيراكليون  | المركز الثقافي والمؤتمرات في هيراكليون | أندرياس وماريا كالوكرينو هول                          | 2019         | 750   |                                           |
| باتراس     | مسرح أبولون (باتراس)                   |                                                       | 1872         | 300   |                                           |
| بيرايوس    | مسرح بلدية بيريوس                      |                                                       | 1895         | 600   |                                           |
| ثيسالونيكي | قاعة حفلات ثيسالونيكي                  | قاعة أصدقاء الموسيقى                                  | 2000         | 1,464 |                                           |
| ثيسالونيكي | قاعة حفلات ثيسالونيكي                  | قاعة ايميليوس رياضيس                                  | 2000         | 500   |                                           |

### هنغاريا
| موقع        | مكان                          | غرفة                                       | تاريخ البناء | مقاعد | المنظمات المقيمة                                                              |
| ----------- | ----------------------------- | ------------------------------------------ | ------------ | ----- | ----------------------------------------------------------------------------- |
| بودابست     | مسرح أوبرا إركيل              |                                            | 1911         | 2400  |                                                                               |
| بودابست     | أكاديمية فرانز ليزت للموسيقى  | قاعة كبيرة                                 | 1907         | 1100  |                                                                               |
| بودابست     | دار الأوبرا المجرية           |                                            | 1884         | 1261  | أوبرا الدولة المجرية، والباليه الوطني المجري، وأوركسترا بودابست الفيلهارمونية |
| بودابست     | قصر الفنون                    | قاعة بيلا بارتوك الوطنية للحفلات الموسيقية | 2005         | 1,699 |                                                                               |
| بودابست     | قصر الفنون                    | مسرح المهرجان                              | 2005         | 452   |                                                                               |
| بودابست     | قاعة فيجادو للحفلات الموسيقية |                                            | 1859         |       |                                                                               |
| بودابست     | مركز المؤتمرات في بودابست     | قاعة باتريا                                | 1984         | 1800  |                                                                               |
| ميسكولك     | بيت الفنون                    |                                            | 2006         | 600   | الأوركسترا السيمفونية المجرية ميسكولك                                         |
| ميسكولك     | قصر الموسيقى                  |                                            | 1927         | 400   |                                                                               |
| بيكس        | مركز كودالي                   | قاعة الحفلات الموسيقية                     | 2010         | 999   | أوركسترا بانون، مركز بيكس الثقافي                                             |
| Szombathely | قاعة بارتوك                   |                                            | 2007         | 400   | أوركسترا سافاريا السيمفونية                                                   |

### أيسلندا
| موقع     | مكان  | غرفة       | تاريخ البناء | مقاعد | المنظمات المقيمة                                |
| -------- | ----- | ---------- | ------------ | ----- | ----------------------------------------------- |
| أكوريري  | هوف   | هامرابورغ  | 2010         | 510   | أوركسترا شمال أيسلندا السيمفونية                |
| أكوريري  | هوف   | حمر        | 2010         | 200   |                                                 |
| ريكيافيك | هاربا | إلدبورج    | 2011         | 1600  | أوركسترا أيسلندا السيمفونية، الأوبرا الآيسلندية |
| ريكيافيك | هاربا | سيلفوربيرج | 2011         | 750   |                                                 |
| ريكيافيك | هاربا | Norðurljós | 2011         | 450   |                                                 |
| ريكيافيك | هاربا | كالدالون   | 2011         | 195   |                                                 |

### أيرلندا (جمهورية)
| موقع     | مكان                                       | غرفة                   | تاريخ البناء | مقاعد | المنظمات المقيمة                  |
| -------- | ------------------------------------------ | ---------------------- | ------------ | ----- | --------------------------------- |
| كورك     | بلدية                                      | قاعة الحفلات الموسيقية | 1935         | 960   | دار أوبرا كورك                    |
| دبلن     | مسرح بورد جايس إنيرجي (مسرح القناة الكبرى) | القاعة الرئيسية        | 2009         | 2100  |                                   |
| دبلن     | مسرح بهيج                                  | القاعة الرئيسية        | 1871         | 1500  |                                   |
| دبلن     | اللولب                                     | قاعة ماهوني            | 2002         | 1,260 | جوقة غرفة أيرلندا                 |
| دبلن     | قاعة الحرية                                | القاعة الرئيسية        | 1960         | 1200  |                                   |
| دبلن     | قاعة الحفلات الوطنية                       | القاعة الرئيسية        | 1981         | 1200  | الأوركسترا السيمفونية الوطنية RTÉ |
| دبلن     | مسرح أولمبيا                               | القاعة الرئيسية        | 1879         | 1500  |                                   |
| ليمريك   | قاعة حفلات الجامعة                         |                        | 1993         | 1,000 |                                   |
| ويكسفورد | دار الأوبرا الوطنية                        |                        | 2008         | 771   | أوبرا ويكسفورد فيستيفال           |

### لاتفيا
| موقع   | مكان                     | غرفة | تاريخ البناء | مقاعد | المنظمات المقيمة           |
| ------ | ------------------------ | ---- | ------------ | ----- | -------------------------- |
| ليباجا | قاعة حفلات العنبر الكبرى |      | 2015         |       | أوركسترا ليباجا السيمفونية |

### لوكسمبورغ
| موقع            | مكان                    | غرفة              | تاريخ البناء | مقاعد | المنظمات المقيمة                 |
| --------------- | ----------------------- | ----------------- | ------------ | ----- | -------------------------------- |
| مدينة لوكسمبورغ | كونسرفتوار دي لوكسمبورغ | قاعة الكونسرفتوار | 1967         |       |                                  |
| مدينة لوكسمبورغ | Philharmonie لوكسمبورغ  | القاعة الكبرى     | 2005         | 1,307 | أوركسترا لوكسمبورغ الفيلهارمونية |

### النرويج
| موقع         | مكان                           | غرفة                            | تاريخ البناء | مقاعد            | المنظمات المقيمة                   |
| ------------ | ------------------------------ | ------------------------------- | ------------ | ---------------- | ---------------------------------- |
| بيرغن        | جريج هول                       |                                 | 1978         | 1500             | أوركسترا بيرغن الفيلهارمونية       |
| بودو         | قاعة ستورمين للحفلات الموسيقية | قاعة الحفلات الموسيقية          | 2014         | 900              |                                    |
| كريستيانساند | مركز كيلدن للفنون المسرحية     | قاعة الحفلات الموسيقية          | 2011         | 1200             | أوركسترا كريستيانساند السيمفونية   |
| أوسلو        | قاعة أوسلو للحفلات الموسيقية   | القاعة الرئيسية والقاعة الصغيرة | 1977         | 1630 و 266       | أوسلو الفيلهارمونية                |
| أوسلو        | دار الأوبرا في أوسلو           | القاعة الرئيسية وقاعتان صغيرتان | 2007         | 1364 و 200 و 400 | الأوبرا الوطنية النرويجية والباليه |
| أوسلو        | هيئة البث النرويجية            | استوديو المتجر، مارينليست       | 1950         | 250              | أوركسترا راديو النرويجية           |
| ستافنجر      | ستافنجر كونسيرثوس              | فرتين فالين                     | 2012         | 1500             | أوركسترا ستافنجر السيمفونية        |
| تروندهايم    | قاعة حفلات أولافشالن           | القاعة الرئيسية والقاعة الصغيرة | 1989         | 1200             | أوركسترا تروندهايم السيمفونية      |

### بولندا
| موقع      | مكان                                          | غرفة                                         | تاريخ البناء | مقاعد         | المنظمات المقيمة                                 |
| --------- | --------------------------------------------- | -------------------------------------------- | ------------ | ------------- | ------------------------------------------------ |
| بيدغوشتش  | أوبرا نوفا                                    | الحجرة الرئيسية                              | 2006         | 803           |                                                  |
| بيدغوشتش  | كلب صغير طويل الشعر الفيلهارمونية             | قاعة الحفلات الموسيقية                       | 1958         | 880           | أوركسترا بوميرانيان الفيلهارمونية                |
| شيستوشوفا | أوركسترا Częstochowa الفيلهارمونية            | قاعة الحفلات الموسيقية                       | 1965         | 825           | أوركسترا سيمفونية لأوركسترا شيستوخوفا            |
| غدانسك    | الفيلهارمونية البلطيقية البولندية             | قاعة الحفلات الموسيقية                       | 1993         | 1100          | أوركسترا البلطيق الفيلهارمونية البولندية         |
| كاتوفيتشي | أوركسترا سيليزيا                              | قاعة الحفلات الموسيقية                       | 1945         | 424           | أوركسترا سيليزيا الفيلهارمونية                   |
| كاتوفيتشي | NOSPR                                         | قاعة الحفلات الموسيقية                       | 2014         | 1800          | الأوركسترا السيمفونية الإذاعية البولندية الوطنية |
| كراكوف    | أوركسترا كراكوف                               | قاعة الحفلات الموسيقية                       | 1931         | 693           | أوركسترا كراكوف الفيلهارمونية                    |
| كراكوف    | مركز المؤتمرات ICE KRAKÓW                     | الحجرة الرئيسية                              | 2014         | 1791 حتى 1915 |                                                  |
| وودج      | أوركسترا لودز                                 | قاعة الحفلات الموسيقية                       | 2004         | 659           | أوركسترا لودز                                    |
| بوزنان    | أوركسترا تاديوس زيليجوفسكي بوزنان فيلهارمونيك | Aula UAM                                     | 1910         | 859           | أوركسترا بوزنان الفيلهارمونية                    |
| رزيسزو    | أوركسترا رزيسزو                               | قاعة الحفلات الموسيقية                       | 1955         | 800           | أوركسترا Rzeszów الفيلهارمونية                   |
| شتشيتسين  | أوركسترا شتشيتسين                             | قاعة الحفلات الموسيقية                       | 2014         | 953           | أوركسترا شتشيتسين الفيلهارمونية                  |
| وارسو     | أوركسترا وارسو                                | قاعة الحفلات الموسيقية                       | 1901         | 1072          | أوركسترا وارسو الوطنية الفيلهارمونية             |
| وارسو     | راديو بولندي                                  | استوديو Witold Lutosławski للحفلات الموسيقية | 1991         | 410           |                                                  |
| فروتسواف  | المنتدى الوطني للموسيقى                       | قاعة الحفلات الموسيقية                       | 2015         | 1800          | NFM Wrocław Philharmonic                         |

### البرتغال
| موقع            | مكان                                   | غرفة                              | تاريخ البناء | مقاعد | المنظمات المقيمة                                 |
| --------------- | -------------------------------------- | --------------------------------- | ------------ | ----- | ------------------------------------------------ |
| لشبونة          | مؤسسة كالوست جولبنكيان                 | مراجعة الحسابات 2                 | 1969         | 334   |                                                  |
| لشبونة          | مؤسسة كالوست جولبنكيان                 | غراندي أوديتوريو كالوست كولبنكيان | 1969         | 1300  | Orquestra e Coro da Fundação Calouste Gulbenkian |
| لشبونة          | مركز بيليم الثقافي                     | غراندي أوديتوريو                  | 1992         | 1429  | أوركسترا الحجرة البرتغالية                       |
| لشبونة          | مركز بيليم الثقافي                     | Pequeno Auditório                 | 1992         | 310   |                                                  |
| لشبونة          | تياترو ناسيونال دي ساو كارلوس          |                                   | 1793         | 1148  | الأوركسترا السيمفونية البرتغالية                 |
| لشبونة          | كوليسيو دوس ريكريوس                    | القاعة البرتغالية                 | 1890         | 2846  |                                                  |
| بورتو           | كاسا دا موسيكا                         |                                   | 2005         | 1,238 | أوركسترا ناسيونال دو بورتو                       |
| بورتو           | كوليسيو دو بورتو                       |                                   | 1908         |       |                                                  |
| كويمبرا         | تياترو أكاديميكو جيل فيسنتي            |                                   | 1961         | 764   |                                                  |
| فارو            | تياترو داس فيجوراس                     |                                   | 2005         | 800   |                                                  |
| بوفوا دي فارزيم | Auditório Municipal da Póvoa de Varzim |                                   |              | 304   | Orquestra Sinfónica da Póvoa de Varzim           |

### روسيا
| موقع         | مكان                              | غرفة           | تاريخ البناء   | مقاعد | المنظمات المقيمة             |
| ------------ | --------------------------------- | -------------- | -------------- | ----- | ---------------------------- |
| موسكو        | مسرح بولشوي                       |                | 1824/1856/2011 | 2500  |                              |
| موسكو        | قاعة مدينة Crocus                 |                | 2009           | 6200  | مجموعة الزعفران              |
| موسكو        | معهد موسكو الموسيقي               | قاعة كبيرة     | 1901           | 1737  |                              |
| موسكو        | مركز موسكو الدولي للفنون المسرحية | قاعة سفيتلانوف | 2003           | 1716  | الفيلهارمونية الوطنية لروسيا |
| موسكو        | قاعة حفلات تشايكوفسكي             |                | 1901           | 1505  | أوركسترا موسكو الفيلهارمونية |
| سان بطرسبورج | مسرح ماريانسكي                    |                | 1860           | 1609  |                              |

### صربيا
| موقع   | مكان                                                    | غرفة       | تاريخ البناء | مقاعد | المنظمات المقيمة              |
| ------ | ------------------------------------------------------- | ---------- | ------------ | ----- | ----------------------------- |
| بلغراد | Ilija M. Kolarac Endowment (Zadužbina Ilije M. Kolarca) | قاعة كبيرة | 1932         | 883   | أوركسترا بلغراد الفيلهارمونية |

### سلوفاكيا

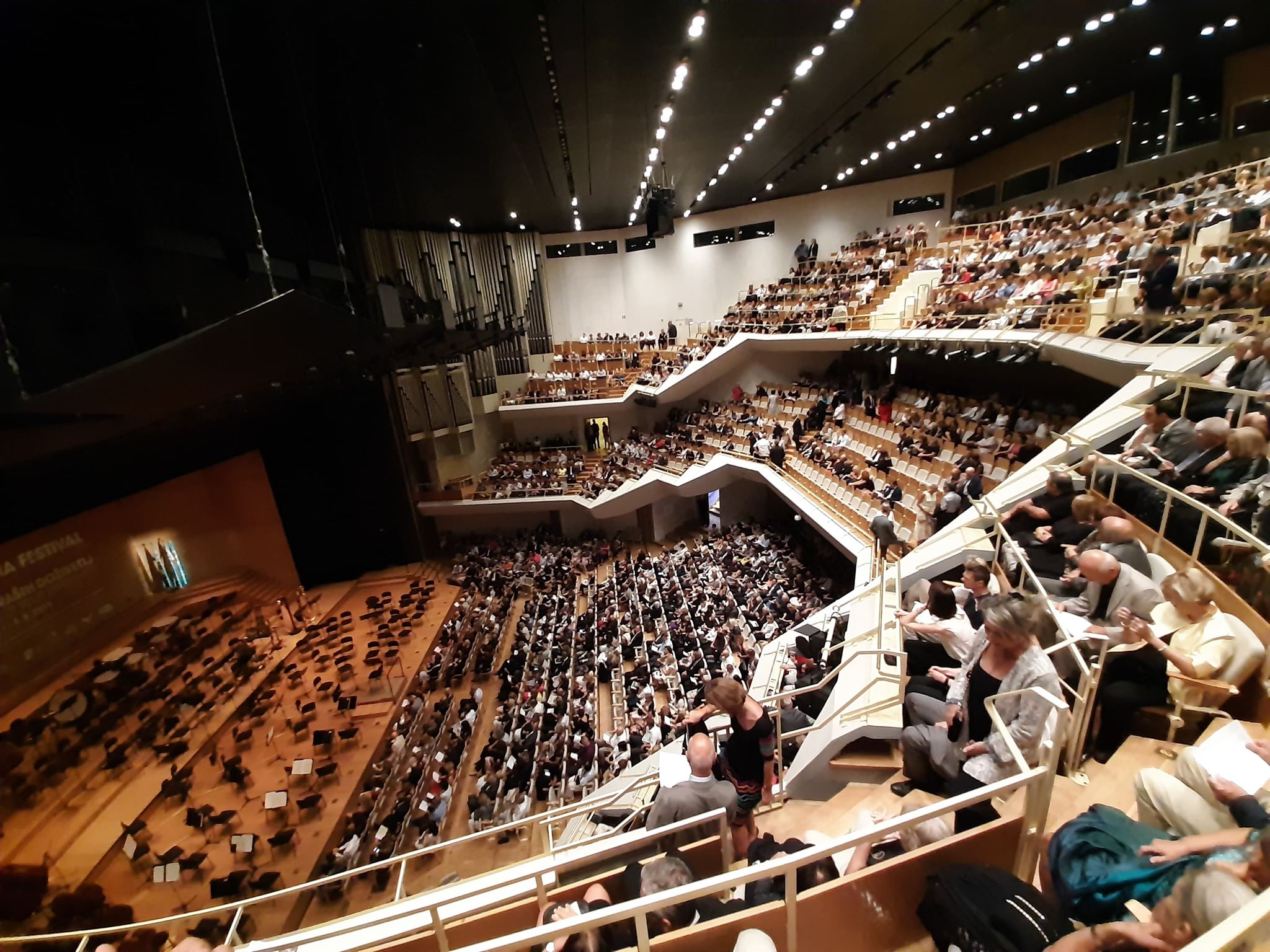
قاعة جالوس في مركز كانكار.

| موقع            | مكان                                       | غرفة                                         | تاريخ البناء | مقاعد | المنظمات المقيمة                                     |
| --------------- | ------------------------------------------ | -------------------------------------------- | ------------ | ----- | ---------------------------------------------------- |
| بانسكا بيستريكا | نارودني دوم                                | قاعة الأوبرا الحكومية                        | 1929         | 308   | أوبرا الدولة                                         |
| براتيسلافا      | ريدوتا                                     | قاعة الحفلات الموسيقية للأوركسترا السلوفاكية | 1919         | 700   | الفيلهارمونية السلوفاكية، أوركسترا الحجرة السلوفاكية |
| براتيسلافا      | مبنى راديو سلوفاكيا                        | استوديو كبير للحفلات                         | 1983         | 522   | الاوركسترا السيمفونية الاذاعية السلوفاكية            |
| براتيسلافا      | المبنى الرئيسي لكلية الآداب جامعة كومينيوس | قاعة Moyzes                                  | 1913         | 220   |                                                      |
| براتيسلافا      | المبنى التاريخي للمسرح الوطني السلوفاكي    |                                              | 1886         | 611   | المسرح الوطني السلوفاكي                              |
| كوشيتسه         | دوم أومينيا                                |                                              | 1962         | 700   | أوركسترا الدولة السلوفاكية كوشيتسه                   |
| كوشيتسه         | المبنى التاريخي لمسرح الدولة كوشيتسه       |                                              | 1899         | 575   | مسرح الدولة كوشيتسه                                  |
| جيلينا          | دوم أومينيا فاطرة                          |                                              | 1921         | 318   | أوركسترا غرفة الدولة جيلينا                          |

### سلوفينيا
| موقع      | مكان                            | غرفة              | تاريخ البناء | مقاعد | المنظمات المقيمة                    |
| --------- | ------------------------------- | ----------------- | ------------ | ----- | ----------------------------------- |
| ليوبليانا | مركز كانكار                     | جالوس هول         | 1980/1982    | 1,545 |                                     |
| ليوبليانا | الفيلهارمونية السلوفينية        | قاعة مرجان كوزينا | 1891         | 310   | الأوركسترا السلوفينية الفيلهارمونية |
| ماريبور   | المسرح الوطني السلوفيني ماريبور | القاعة الكبرى     | 1994         | 800   | المسرح الوطني السلوفيني ماريبور     |

### السويد
| موقع        | مكان                                                                       | غرفة                          | تاريخ البناء            | مقاعد | المنظمات المقيمة                                             |
| ----------- | -------------------------------------------------------------------------- | ----------------------------- | ----------------------- | ----- | ------------------------------------------------------------ |
| جافل        | قاعة حفلات جافل                                                            | جيفالياسالين                  | 1998                    | 819   | أوركسترا جافل السيمفونية                                     |
| جوتنبرج     | قاعة حفلات جوتنبرج                                                         |                               | 1935                    | 1300  | أوركسترا جوتنبرج السيمفونية                                  |
| Grängesberg | تبرع كاسل                                                                  | أولان                         | 1900                    | 450   |                                                              |
| هيلسينجبورج | قاعة حفلات هيلسينجبورج                                                     |                               | 1932                    | 840   | أوركسترا هيلسينجبورج السيمفونية                              |
| يونشوبينغ   | قاعة حفلات يونشوبينغ                                                       | قاعة هاماشولد، قاعة ريدبيرج   | 1990                    |       | يونشوبينغ سينفونيتا                                          |
| يونشوبينغ   | مسرح يونشوبينغ (يستخدم المسرح أيضًا للحفلات الموسيقية)                      |                               | 1904                    |       |                                                              |
| يونشوبينغ   | مركز سبيرا الثقافي (يستخدم للفعاليات الثقافية ومن بينها الحفلات الموسيقية) |                               | 2011                    |       |                                                              |
| لينشوبينغ   | Linköping Konsert och Kongress                                             |                               |                         |       | أوركسترا نورشوبينغ السيمفونية                                |
| مالمو       | قاعة حفلات مالمو                                                           |                               | 1985                    | 1200  | أوركسترا مالمو السيمفونية                                    |
| نورشوبينغ   | لويس دي جير كونسرت وكونغرس                                                 |                               | 1994                    | 1,379 | أوركسترا نورشوبينغ السيمفونية                                |
| أوريبرو     | أوريبرو كونسيرثوس                                                          |                               | 1932                    | 700   | أوركسترا الحجرة السويدية                                     |
| ستوكهولم    | بيروالدهولن                                                                |                               | 1979                    | 1300  | الأوركسترا السيمفونية الإذاعية السويدية                      |
| ستوكهولم    | إريك إريكسونهالين (كنيسة سكيبشولمن السابقة)                                |                               | 1842 (أعيد بناؤها 2009) | 550   |                                                              |
| ستوكهولم    | قاعة ستوكهولم للحفلات الموسيقية                                            | ستورا سالين (القاعة الرئيسية) | 1926                    | 1,770 | أوركسترا ستوكهولم الفيلهارمونية الملكية، احتفالات جائزة نوبل |
| ستوكهولم    | قاعة ستوكهولم للحفلات الموسيقية                                            | Grünewaldsalen                | 1926                    | 460   |                                                              |
| ستوكهولم    | قاعة ستوكهولم للحفلات الموسيقية                                            | اولينسالين                    | 1926                    | 154   |                                                              |
| أوبسالا     | أوبسالا كونسرت وكونجرس                                                     | ستورا سالين (القاعة الرئيسية) | 2007                    | 1140  |                                                              |
| أوبسالا     | أوبسالا كونسرت وكونجرس                                                     | سال ب (القاعة ب)              | 2007                    | 340   |                                                              |
| أوبسالا     | أوبسالا كونسرت وكونجرس                                                     | سال ج (القاعة ج)              | 2007                    | 120   |                                                              |
| أوبسالا     | أوبسالا كونسرت وكونجرس                                                     | سال د (القاعة د)              | 2007                    | 900   |                                                              |
| فارا        | قاعة فارا للحفلات الموسيقية                                                |                               | 2003                    | 517   |                                                              |
| فاستيراس    | فاستيراس كونسيرثوس                                                         |                               | 2002                    | 912   |                                                              |
| Växjö       | قاعة حفلات Växjö                                                           | كريستينا نيلسون سالين         | 1991                    | 800.  | أوركسترا Växjö السيمفونية                                    |

### سويسرا
| موقع      | مكان                            | غرفة            | تاريخ البناء | مقاعد | المنظمات المقيمة                     |
| --------- | ------------------------------- | --------------- | ------------ | ----- | ------------------------------------ |
| باسل      | Stadtcasino بازل                | إجمالي الموسيقى | 1876         | 1500  | سينفونيورشستر بازل                   |
| بيل - بين | كونجرسهاوس بيل                  |                 |              |       |                                      |
| جنيف      | قاعة فيكتوريا                   |                 | 1894         | 1700  | Orchester de la Suisse Romande       |
| لوسيرن    | مركز الثقافة والمؤتمرات         |                 | 1998         | 1,892 | مهرجان لوسيرن ولوزيرنر سينفونيورشستر |
| لوزان     | سال ميتروبول                    |                 |              |       | Orchester de chambre de Lausanne     |
| لوزان     | قصر بوليو                       |                 | 1921         | 1,844 |                                      |
| لوغانو    | Auditorio Stelio Molo           |                 |              |       |                                      |
| لوغانو    | Lugano Arte e Cultura (LAC)     |                 | 2015         |       |                                      |
| سولوتورن  | كونزيرتسال سولوتورن             |                 |              | 590   |                                      |
| سانت غالن | تونهالي سانت غالن               |                 |              |       | سينفونيورشستر سانت غالن              |
| ثون       | Kultur- und Kongresszentrum ثون |                 |              |       |                                      |
| زيورخ     | تونهالي                         |                 | 1895         | 1,455 | Tonhalle Orchester Zürich            |

### أوكرانيا
| موقع       | مكان                                | غرفة            | تاريخ البناء | مقاعد | المنظمات المقيمة          |
| ---------- | ----------------------------------- | --------------- | ------------ | ----- | ------------------------- |
| دونيتسك    | مسرح دونيتسك للأوبرا والباليه       |                 | 1940         | 976   |                           |
| خاركيف     | مسرح خاركيف للأوبرا والباليه        | الحجرة الرئيسية | 1990         | 1500  |                           |
| كييف       | أوبرا أوكرانيا الوطنية (أوبرا كييف) |                 | 1898         | 1,650 | الأوبرا الوطنية لأوكرانيا |
| لفيف       | مسرح لفيف للأوبرا والباليه          |                 | 1900         |       |                           |
| أوديسا     | مسرح أوديسا للأوبرا والباليه        |                 | 1810         | 1,636 |                           |
| أوديسا     | مسرح أوديسا الفيلهارموني            |                 | 1898         | 1,000 |                           |
| سيفاستوبول | مسرح الدراما الروسية لوناتشارسكي    |                 | 1910         | 792   |                           |

## أمريكا الشمالية ومنطقة البحر الكاريبي

### جمهورية الدومنيكان
| موقع          | مكان            | غرفة                                    | تاريخ البناء | مقاعد | المنظمات المقيمة                                    |
| ------------- | --------------- | --------------------------------------- | ------------ | ----- | --------------------------------------------------- |
| سانتو دومينغو | تياترو ناسيونال | سالا إدواردو بريتو (قاعة إدواردو بريتو) | 1973         | 1,589 | الأوركسترا السيمفونية الوطنية (جمهورية الدومينيكان) |

### بورتوريكو
| موقع     | مكان                 | غرفة                        | تاريخ البناء | مقاعد | المنظمات المقيمة              |
| -------- | -------------------- | --------------------------- | ------------ | ----- | ----------------------------- |
| سان خوان | سنترو دي بيلاس أرتيس | سالا أنطونيو باولي          | 1981         | 1,945 |                               |
| سان خوان | سنترو دي بيلاس أرتيس | سالا سينفونيكا بابلو كاسالس | 1981         | 1300  | أوركسترا بورتوريكو السيمفونية |
| سان خوان | سنترو دي بيلاس أرتيس | سالا رينيه ماركيز           | 1981         | 781   |                               |
| سان خوان | سنترو دي بيلاس أرتيس | سالا كارلوس ماريشال         | 1981         | 210   |                               |
| سان خوان | سنترو دي بيلاس أرتيس | مقهى تياترو سيلفيا ريكساتش  | 1981         | 200   |                               |

### ترينداد وتوباغو
| موقع          | مكان                                       | غرفة            | تاريخ البناء | مقاعد      | المنظمات المقيمة           |
| ------------- | ------------------------------------------ | --------------- | ------------ | ---------- | -------------------------- |
| ميناء اسبانيا | الأكاديمية الوطنية للفنون المسرحية، الشمال |                 | 2009         | 1500       |                            |
| سان فرناندو   | الأكاديمية الوطنية للفنون المسرحية، الجنوب |                 | 2012         | يُعلن لاحقًا |                            |
| سان فرناندو   | وعاء ناباريما                              |                 | 1962         | 500        |                            |
| سكاربورو      | مجمع شو بارك                               | المنصة الرئيسية | 2015         | 5000       | أوركسترا توباغو السيمفونية |

### الولايات المتحدة الأمريكية

#### كولورادو - مقاطعة كولومبيا
| ولاية           | موقع             | مكان                              | غرفة                                    | تاريخ البناء     | مقاعد | المنظمات المقيمة                                      |
| --------------- | ---------------- | --------------------------------- | --------------------------------------- | ---------------- | ----- | ----------------------------------------------------- |
| كولورادو        | بولدر            | جامعة كولورادو في بولدر           | قاعة ماكي                               | 1910             | 2052  | أوركسترا بولدر الفيلهارمونية                          |
| كولورادو        | كولورادو سبرينغز | مركز بايكس بيك                    | قاعة البومار الكبرى                     | 1982             | 2000  | كولورادو سبرينغز فيلهارمونيك                          |
| كولورادو        | دنفر             | مجمع دنفر للفنون المسرحية         | قاعة حفلات Boettcher                    | 1978             | 2,634 | أوركسترا كولورادو السيمفونية                          |
| كولورادو        | دورانجو          | كلية فورت لويس                    | قاعة حفلات المجتمع في كلية فورت لويس    | 1997             | 600   | سان خوان السمفونية                                    |
| كولورادو        | ذهبي             | مدرسة كولورادو للمناجم            | قاعة Bunker في Cecil H. ومركز Ida Green | 1972             | 1300  | أوركسترا جيفرسون السيمفونية                           |
| كولورادو        | غريلي            | يونيون كولوني سيفيك سنتر          | قاعة مونفورت للحفلات الموسيقية          | 1988             | 1686  | أوركسترا غريلي الفيلهارمونية                          |
| كونيتيكت        | فيرفيلد          | ريجينا أ. مركز سريع للفنون        | مسرح كيلي                               | 1990             | 740   | أوركسترا جامعة فيرفيلد                                |
| كونيتيكت        | هارتفورد         | مركز بوشنيل للفنون المسرحية       | مورتنسن هول                             | 1930             | 2799  | أوركسترا هارتفورد السيمفونية                          |
| كونيتيكت        | ملاذ جديد        | جامعة ييل                         | قاعة وولسي                              | 1901             | 2,695 | أوركسترا نيو هيفن السيمفونية، أوركسترا ييل السيمفونية |
| كونيتيكت        | ستامفورد         | مركز ستامفورد للفنون              | مسرح القصر                              | 1983             | 1,580 | أوركسترا ستامفورد السيمفونية                          |
| ديلاوير         | ويلمنجتون        | دار الأوبرا الكبرى                | قاعة الحفلات الموسيقية                  | 1871             | 1,208 | أوركسترا ديلاوير السيمفونية، أوبرا ديلاوير            |
| مقاطعة كولومبيا | واشنطن العاصمة   | قاعة دستور الدستور                | قاعة الحفلات الموسيقية                  | 1929             | 3,702 |                                                       |
| مقاطعة كولومبيا | واشنطن العاصمة   | مركز جون ف.كينيدي للفنون المسرحية | قاعة الحفلات الموسيقية                  | 1971             | 2,442 | الأوركسترا السيمفونية الوطنية                         |
| مقاطعة كولومبيا | واشنطن العاصمة   | مركز جون ف.كينيدي للفنون المسرحية | دار الأوبرا                             | 1971             | 2300  | أوبرا واشنطن الوطنية                                  |
| مقاطعة كولومبيا | واشنطن العاصمة   | مركز جون ف.كينيدي للفنون المسرحية | مسرح الشرفة                             | أواخر السبعينيات | 513   |                                                       |
| مقاطعة كولومبيا | واشنطن العاصمة   | مكتبة الكونجرس / مبنى جيفرسون     | قاعة إليزابيث سبراج كوليدج              | 1925             | 500   |                                                       |
| مقاطعة كولومبيا | واشنطن العاصمة   | الأكاديمية الوطنية للعلوم         | قاعة محاضرات                            | 1969             | 670   |                                                       |
| مقاطعة كولومبيا | واشنطن العاصمة   | المتحف الوطني للتاريخ الطبيعي     | قاعة بيرد                               | 1910             | 565   |                                                       |

#### فلوريدا
| موقع          | مكان                                      | غرفة                                     | تاريخ البناء | مقاعد | المنظمات المقيمة                                                                    |
| ------------- | ----------------------------------------- | ---------------------------------------- | ------------ | ----- | ----------------------------------------------------------------------------------- |
| ماء نقي       | مركز ريتشارد ب. بومغاردنر للفنون المسرحية | روث إكيرد هول                            | 1983         | 2,180 | أوركسترا فلوريدا                                                                    |
| حائط مرجان    | قاعة موريس جوسمان للحفلات الموسيقية       | قاعة حفلات جوسمان                        | 1975         | 600   | جامعة ميامي                                                                         |
| ثكنة لودرديل  | مركز بروارد للفنون المسرحية               | مسرح Au-rene                             | 1991         | 2688  |                                                                                     |
| ثكنة لودرديل  | مركز بروارد للفنون المسرحية               | مسرح أماتورو                             | 1991         | 582   |                                                                                     |
| غينزفيل       | قاعة الجامعة                              | قاعة جامعة فلوريدا                       | 1924         | 843   | جامعة فلوريدا                                                                       |
| غينزفيل       | مركز كيرتس إم فيليبس للفنون المسرحية      | مركز فيليبس للفنون المسرحية              | 1992         | 1900  | جامعة فلوريدا                                                                       |
| جاكسونفيل     | مركز تايمز يونيون للفنون المسرحية         | مسرح موران                               | 1997         | 2979  |                                                                                     |
| جاكسونفيل     | مركز تايمز يونيون للفنون المسرحية         | قاعة جاكوبي السمفونية                    | 1997         | 1800  | أوركسترا جاكسونفيل السيمفوني، أوركسترا جاكسونفيل السيمفوني للشباب                   |
| جاكسونفيل     | مركز تايمز يونيون للفنون المسرحية         | مسرح تيري                                | 1997         | 600   |                                                                                     |
| ميامي         | مركز أدريان أرشت للفنون المسرحية          | قاعة نايت للحفلات الموسيقية              | 2006         | 2200  | سمفونية العالم الجديد                                                               |
| ميامي         | مركز أدريان أرشت للفنون المسرحية          | دار أوبرا زيف باليه                      | 2006         | 2400  |                                                                                     |
| ميامي         | مجمع نايت سنتر                            | مسرح مركز جيمس ل. نايت                   | 1982         | 4569  |                                                                                     |
| أورلاندو      | مسرح بوب كار                              |                                          | 1926، 1977   | 2,518 | أوركسترا أورلاندو الفيلهارمونية، أوبرا أورلاندو، أوركسترا فلوريدا السيمفونية للشباب |
| أورلاندو      | مركز الدكتور فيليبس للفنون المسرحية       | مسرح والت ديزني                          | 2014         | 2731  | أورلاندو باليه، برودواي في أورلاندو                                                 |
| أورلاندو      | مركز الدكتور فيليبس للفنون المسرحية       | مسرح الكسيس وجيم بيو                     | 2014         | 294   | أورلاندو باليه، برودواي في أورلاندو                                                 |
| أورلاندو      | مركز الدكتور فيليبس للفنون المسرحية       | قاعة شتاينميتز                           | يُعلن لاحقًا   | 1700  | أورلاندو باليه، برودواي في أورلاندو                                                 |
| تالاهاسي      | كلية الموسيقى بجامعة ولاية فلوريدا        | قاعة روبي دايموند                        | 2010         | 1,172 | جامعة ولاية فلوريدا                                                                 |
| تامبا         | مركز ديفيد أ.ستراز جونيور للفنون المسرحية | قاعة كارول مرساني                        | 1987         | 2,552 | أوركسترا فلوريدا                                                                    |
| تامبا         | مركز ديفيد أ.ستراز جونيور للفنون المسرحية | قاعة فيرجسون                             | 1987         | 1042  |                                                                                     |
| تامبا         | مركز ديفيد أ.ستراز جونيور للفنون المسرحية | مسرح جيب                                 | 1987         | 292   |                                                                                     |
| تامبا         | مسرح تامبا                                |                                          | 1926         | 1,446 |                                                                                     |
| غرب بالم بيتش | مركز ريموند ف كرافيس للفنون المسرحية      | الكسندر دبليو دريفوس جونيور قاعة الحفلات | 1992         | 2,193 |                                                                                     |

#### كانساس - لويزيانا
| ولاية    | موقع         | مكان                                          | غرفة                                 | تاريخ البناء | مقاعد | المنظمات المقيمة                                                           |
| -------- | ------------ | --------------------------------------------- | ------------------------------------ | ------------ | ----- | -------------------------------------------------------------------------- |
| كانساس   | ويتشيتا      | القرن الثاني للفنون المسرحية ومركز المؤتمرات  | قاعة الحفلات الموسيقية               | 1969         | 2,178 | أوركسترا ويتشيتا السيمفونية                                                |
| كنتاكي   | لويزفيل      | مركز كنتاكي                                   | ويتني هول                            | 1983         | 2,406 | أوركسترا لويزفيل لويزفيل باليه                                             |
| كنتاكي   | لويزفيل      | مركز كنتاكي                                   | مسرح موريتز فون بومهارد              | 1983         | 619   |                                                                            |
| كنتاكي   | لويزفيل      | مركز كنتاكي                                   | مسرح براون                           | 1925         | 1400  | كنتاكي أوبرا                                                               |
| كنتاكي   | لويزفيل      | قصر لويزفيل                                   |                                      | 1928         | 2700  |                                                                            |
| كنتاكي   | لويزفيل      | قاعة تذكارية                                  |                                      | 1928         | 1,742 |                                                                            |
| لويزيانا | باتون روج    | قاعة LSU Tiger Band                           | قاعة بروفة فرقة النمر بيرت وسو تيرنر | 2012         | 325   |                                                                            |
| لويزيانا | باتون روج    | رفع مركز نهر كينز                             | مسرح ريفر سنتر للفنون المسرحية       | 1977         | 1900  | أوركسترا باتون روج السيمفونية؛ أوبرا لويزيان مسرح باتون روج باليه          |
| لويزيانا | باتون روج    | مركز شو للفنون                                | مسرح مانشيب                          | 2005         | 325   |                                                                            |
| لويزيانا | لافاييت      | مركز هيمان                                    |                                      | 1960         | 2230  |                                                                            |
| لويزيانا | بحيرة تشارلز | مركز ليك تشارلز سيفيك                         | مسرح روزا هارت                       | 1972         | 1960  |                                                                            |
| لويزيانا | ميتايري      | مركز جيفرسون للفنون المسرحية                  | مسرح كين هوليس                       | 2015         | 1500  | جمعية جيفرسون للفنون المسرحية                                              |
| لويزيانا | نيو أورليانز | مسرح ماهاليا جاكسون للفنون المسرحية           |                                      | 1973         | 2100  | جمعية أوبرا نيو أورلينز؛ جمعية نيو اورليانز للباليه                        |
| لويزيانا | نيو أورليانز | مسرح أورفيوم                                  |                                      | 1921         | 1,780 | أوركسترا لويزيانا الفيلهارمونية                                            |
| لويزيانا | نيو أورليانز | مسرح سينجر                                    |                                      | 1927         | 2800  |                                                                            |
| لويزيانا | شريفيبورت    | مسرح RiverView                                |                                      | 1965         | 1,725 | أوركسترا شريفبورت السيمفونية؛ أوبرا شريفيبورت. شريفيبورت متروبوليتان باليه |
| لويزيانا | شريفيبورت    | قاعة Shreveport Municipal Memorial Auditorium |                                      | 1929         | 3200  |                                                                            |

#### مين - ماساتشوستس
| ولاية      | موقع        | مكان                             | غرفة                                           | تاريخ البناء | مقاعد | المنظمات المقيمة                                                                                            |
| ---------- | ----------- | -------------------------------- | ---------------------------------------------- | ------------ | ----- | --- |
| مين        | إلسورث      | القاعة الكبرى                    |                                                | 1938         | 800   | |
| مين        | أورونو      | مركز كولينز للفنون               | قاعة حفلات هتشينز                              | 1986         | 1,629 | أوركسترا بانجور السيمفونية                                                                                  |
| مين        | بورتلاند    | قاعة ميريل                       |                                                | 1911         | 1900  | أوركسترا بورتلاند السيمفونية                                                                                |
| ماريلاند   | بالتيمور    | قاعة جوزيف مايرهوف السيمفونية    |                                                | 1982         | 2,443 | أوركسترا بالتيمور السيمفونية                                                                                |
| ماريلاند   | بالتيمور    | قاعة حفلات إيرل ودارييل لينهان   |                                                | 2014         | 375   | أوركسترا UMBC السيمفونية                                                                                    |
| ماريلاند   | بالتيمور    | جناح الرصيف السادس               |                                                | 1991         |       | |
| ماريلاند   | كوليدج بارك | مركز كلاريس سميث للفنون المسرحية | قاعة ديكلبوم للحفلات الموسيقية                 | 2001         | 1100  | الأوركسترا السيمفونية بجامعة ماريلاند، جوقات UM                                                             |
| ماريلاند   | هاجرستاون   | مسرح ماريلاند                    |                                                | 1915         | 1300  | أوركسترا ماريلاند السيمفونية                                                                                |
| ماريلاند   | روكفيل      | مركز ستراثمور للفنون             | مركز الموسيقى في ستراثمور                      | 2005         | 1,976 | أوركسترا بالتيمور السيمفونية (البيت الثاني)؛ جمعية واشنطن للفنون المسرحية؛ الأوركسترا الوطنية الفيلهارمونية |
| ماساتشوستس | بارنستابل   | مدرسة بارنستابل الثانوية         | مركز الفنون المسرحية بمدرسة بارنستابل الثانوية | 1999         | 1400  | أوركسترا كيب كود السيمفوني                                                                                  |
| ماساتشوستس | بوسطن       | معهد نيو انجلاند                 | قاعة الاردن                                    | 1903         | 1,019 | |
| ماساتشوستس | بوسطن       | قاعة السمفونية                   |                                                | 1900         | 2625  | أوركسترا بوسطن السيمفونية، أوركسترا بوسطن بوبس                                                              |
| ماساتشوستس | بوسطن       | دار الأوبرا في بوسطن (1980)      |                                                | 1928         | 2500  | بوسطن باليه                                                                                                 |
| ماساتشوستس | بوسطن       | مركز بوش                         | مسرح وانغ                                      | 1925         | 3700  | بوسطن باليه                                                                                                 |
| ماساتشوستس | كامبريدج    | جامعة هارفرد                     | مسرح ساندرز                                    | 1875         | 1166  | |
| ماساتشوستس | كامبريدج    | معهد ماساتشوستس للتكنولوجيا      | قاعة Kresge                                    | 1955         | 1,226 | |
| ماساتشوستس | سبرينجفيلد  | قاعة السمفونية                   |                                                | 1912         | 2,611 | أوركسترا سبرينغفيلد السيمفونية                                                                              |
| ماساتشوستس | بليموث      | القاعة التذكارية                 |                                                | 1926         | 1400  | أوركسترا بليموث الفيلهارمونية                                                                               |
| ماساتشوستس | لينوكس      | تانجلوود                         | قاعة سيجي أوزاوا                               | 1994         | 1200  | |
| ماساتشوستس | ورسستر      | قاعة الميكانيكا                  |                                                | 1857         | 1,615 | |

#### ميشيغان
| موقع          | مكان                                                | غرفة                   | تاريخ البناء | مقاعد | المنظمات المقيمة                                   |
| ------------- | --------------------------------------------------- | ---------------------- | ------------ | ----- | -------------------------------------------------- |
| آن أربور      | جامعة ميشيغان                                       | قاعة هيل               | 1913         | 3,538 |                                                    |
| يبسيلانتي     | جامعة ميشيغان الشرقية                               | قاعة بيز               | 1914         | 1700  |                                                    |
| بيرين سبرينجز | مركز هوارد للفنون المسرحية بجامعة أندروز            | قاعة الحفلات الموسيقية | 2003         | 832   |                                                    |
| ديربورن       | مركز فورد المجتمعي والفنون المسرحية                 | مسرح                   | 1997         | 1,201 |                                                    |
| ديترويت       | معبد ديترويت الماسوني                               | مسرح المعبد الماسوني   | 1922         | 4,404 | اوليمبيا انترتينمنت                                |
| ديترويت       | دار الأوبرا في ديترويت                              |                        | 1922         | 2700  | مسرح أوبرا ميشيغان، هولندا                         |
| ديترويت       | فيلمور ديترويت                                      |                        | 1925         | 2200  | جوائز ديترويت الموسيقية في أبريل                   |
| ديترويت       | مسرح فيشر                                           |                        | 1927         | 2089  | نديرلاندر                                          |
| ديترويت       | مركز ماكس ام فيشر للموسيقى                          | قاعة الأوركسترا        | 1919         | 2,014 | أوركسترا ديترويت السيمفونية                        |
| ديترويت       | مسرح فوكس                                           |                        | 1928         | 5,045 | اوليمبيا انترتينمنت                                |
| ديترويت       | مركز قاعة الموسيقى للفنون المسرحية                  |                        | 1928         | 1700  | مؤسسة Kresge                                       |
| ديترويت       | جامعة واين ستيت                                     | مسرح بونستيل           | 1903         | 1173  |                                                    |
| ديترويت       | جامعة واين ستيت                                     | مسرح هيلبيري           | 1916         | 532   |                                                    |
| إيست لانسنغ   | مركز وارتون للفنون المسرحية في جامعة ولاية ميتشيغان | قاعة كوب الكبرى        | 1982         | 2420  | أوركسترا لانسينغ السيمفونية                        |
| فلينت         | مركز فلينت الثقافي                                  | البياض                 | 1967         | 2,043 | أوركسترا فلينت السيمفونية                          |
| كالامازو      | قاعة ميلر في جامعة ويسترن ميشيغان                   |                        | 1968         | 3,497 |                                                    |
| مسكيجون       | مركز فراوينثال للفنون المسرحية                      | مسرح                   | 1929         | 1,726 | ملكة جمال ميشيغان، أوركسترا غرب ميشيغان السيمفونية |
| بورت هورون    | مكان ماكموران                                       | مسرح                   | 1960         | 1,157 | الأوركسترا السيمفونية الدولية                      |
| بورت هورون    | مسرح ريفيرا (بورت هورون)                            | مسرح                   | 1890         | 500   |                                                    |
| روتشستر       | فارنر هول في جامعة أوكلاند                          | قاعة فارنر ريسيتال     | 1964         | 425   | أوركسترا أوكلاند السيمفونية                        |

#### نيويورك
راجع أيضًا مسرح برودواي للحصول على قائمة بالمسارح التي تدعم عروض برودواي.

#### أوكلاهوما - أوريغون
| ولاية     | موقع           | مكان                                 | غرفة                               | تاريخ البناء | مقاعد | المنظمات المقيمة                                                                                                  |
| --------- | -------------- | ------------------------------------ | ---------------------------------- | ------------ | ----- | --- |
| أوكلاهوما | أوكلاهوما سيتي | قاعة الموسيقى سيفيك سنتر             | مسرح ثيلما جايلورد للفنون المسرحية | 1937         | 2,481 | جمعية كانتربري كورال، أوكلاهوما سيتي فيلهارمونيك، مسرح ليريك في أوكلاهوما، أوكلاهوما سيتي باليه، مؤسسة سيفيك سنتر |
| أوكلاهوما | تولسا          | مركز تولسا للفنون المسرحية           | قاعة موسيقى تشابمان                | 1977         | 2,365 | أوركسترا تولسا السيمفونية، موسيقى الحجرة تولسا، باليه تولسا، أوبرا تولسا، جوقة تولسا أوراتوريو                    |
| أوكلاهوما | تولسا          | مركز تولسا للفنون المسرحية           | مسرح جون هـ. ويليامز               | 1977         | 437   | |
| أوكلاهوما | تولسا          | مركز فانتريس للفنون المسرحية للتعليم |                                    | 1997         | 1500  | كلية مجتمع تولسا السيمفونية التوقيع                                                                               |
| أوريغون   | يوجين          | مركز هولت للفنون المسرحية            | قاعة سيلفا للحفلات الموسيقية       | 1982         | 2500  | يوجين سيمفوني، يوجين باليه، يوجين أوبرا، جوقة يوجين للحفلات الموسيقية، مهرجان أوريغون باخ، لاعبو أوريغون موزارت   |
| أوريغون   | يوجين          | معهد جون جي شيد للفنون               | قاعة حفلات جاكوا                   | 1926         | 816   | السيمفونيا الأمريكية، مهرجان أوريغون للموسيقى الأمريكية                                                           |
| أوريغون   | يوجين          | معهد جون جي شيد للفنون               | قاعة ريسيتال                       | 1926         | 176   | |
| أوريغون   | يوجين          | معهد جون جي شيد للفنون               | قاعة كبيرة                         | 1926         | 200   | |
| أوريغون   | بورتلاند       | مراكز بورتلاند للفنون                | قاعة حفلات أرلين شنيتزر            | 1984         | 2776  | أوريغون سيمفوني                                                                                                   |
| أوريغون   | بورتلاند       | مراكز بورتلاند للفنون                | قاعة كيلر                          | 1917         | 2,992 | أوبرا بورتلاند، مسرح أوريغون للباليه                                                                              |
| أوريغون   | بورتلاند       | أنطوانيت هاتفيلد هول                 | مسرح نيومارك                       | 1987         | 880   | |
| أوريغون   | بورتلاند       | أنطوانيت هاتفيلد هول                 | مسرح دولوريس وينينجستاد            | 1987         | 304   | |
| أوريغون   | بورتلاند       | أنطوانيت هاتفيلد هول                 | مسرح برونيش                        | 1987         | 200   | |

#### ساوث كارولينا - تينيسي
| ولاية             | موقع           | مكان                                      | غرفة                                | تاريخ البناء | مقاعد | المنظمات المقيمة                                  |
| ----------------- | -------------- | ----------------------------------------- | ----------------------------------- | ------------ | ----- | ------------------------------------------------- |
| كارولينا الجنوبية | كولومبيا       | مركز كوجر للفنون                          | قاعة جونزاليس                       | 1988         | 2,256 | أوركولينا الجنوبية فيلهارمونيك                    |
| كارولينا الجنوبية | جرينفيل        | مركز السلام للفنون المسرحية               | قاعة حفلات السلام                   | 1990         | 2100  | غرينفيل سيمفوني                                   |
| كارولينا الجنوبية | جرينفيل        | مركز السلام للفنون المسرحية               | مسرح دوروثي هيب جونتر               | 1990         | 439   |                                                   |
| كارولينا الجنوبية | نورث تشارلستون | مدرج نورث تشارلستون ومركز الفنون المسرحية | مركز شمال تشارلستون للفنون المسرحية | 1999         | 2300  |                                                   |
| جنوب داكوتا       | شلالات سيوكس   | جناح واشنطن للفنون والعلوم                | ماري دبليو سومرفولد هول             | 1999         | 1,835 | أوركسترا ساوث داكوتا السيمفونية                   |
| تينيسي            | جرينفيل        | مركز نيسونجر للفنون المسرحية              |                                     | 2004         | 1135  |                                                   |
| تينيسي            | نوكسفيل        | مسرح تينيسي                               |                                     | 1928         | 1600  | أوركسترا نوكسفيل السيمفونية، أوبرا نوكسفيل        |
| تينيسي            | ممفيس          | مركز كانون للفنون المسرحية                |                                     | 2003         | 2100  | أوركسترا ممفيس السيمفونية                         |
| تينيسي            | ناشفيل         | قاعة ريمان                                |                                     | 1892         | 2,362 |                                                   |
| تينيسي            | ناشفيل         | مركز شيرمرهورن السمفوني                   | قاعة حفلات لورا تورنر               | 2006         | 1900  | ناشفيل سيمفوني                                    |
| تينيسي            | ناشفيل         | مركز تينيسي للفنون المسرحية               | أندرو جاكسون هول                    | 1980         | 2,472 | ناشفيل أوبرا، ناشفيل باليه، مسرح تينيسي ريبيرتوري |
| تينيسي            | ناشفيل         | مركز تينيسي للفنون المسرحية               | مسرح جيمس ك.بولك                    | 1980         | 1,075 |                                                   |
| تينيسي            | ناشفيل         | مركز تينيسي للفنون المسرحية               | مسرح أندرو جونسون                   | 1980         | 256   |                                                   |
| تينيسي            | ناشفيل         | جامعة فاندربيلت، مدرسة بلير للموسيقى      | مركز انجرام للفنون المسرحية         | 2001         | 609   | أوركسترا جامعة فاندربيلت                          |
| تينيسي            | ناشفيل         | جامعة فاندربيلت، مدرسة بلير للموسيقى      | قاعة تورنر ريسيتال                  | 1980         | 202   |                                                   |
| تينيسي            | ناشفيل         | قاعة الحرب التذكارية                      |                                     | 1925         | 2000  |                                                   |
| تينيسي            | أوك ريدج       | مدرسة أوك ريدج الثانوية                   | قاعة محاضرات                        | 2008         | 1400  | أوركسترا أوك ريدج السيمفونية                      |

#### يوتا – فرجينيا
| ولاية   | موقع           | مكان                                    | غرفة                            | تاريخ البناء   | مقاعد | المنظمات المقيمة                                                                         |
| ------- | -------------- | --------------------------------------- | ------------------------------- | -------------- | ----- | ---------------------------------------------------------------------------------------- |
| يوتا    | لوجان          | مسرح إلين اكليس                         |                                 | 1923           | 1100  | أوبرا مهرجان يوتا                                                                        |
| يوتا    | لوجان          | جامعة ولاية يوتا                        | قاعة كينت للحفلات               | 1967           | 2,168 | جامعة ولاية يوتا                                                                         |
| يوتا    | لوجان          | جامعة ولاية يوتا                        | قاعة الأداء                     | 2006           | 421   | جامعة ولاية يوتا، فراي ستريت الرباعية                                                    |
| يوتا    | بروفو          | مركز فرانكلين س.هاريس للفنون الجميلة    | قاعة حفلات جيريت دي يونج جونيور | 1964           | 1,485 | أوركسترا BYU الفيلهارمونية، جوقات BYU                                                    |
| يوتا    | بروفو          | مركز كوفي للفنون                        | قاعة الأداء                     | 2007           | 670   | يوتا فالي السيمفونية                                                                     |
| يوتا    | سولت لايك سيتي | قاعة أبرافانيل                          |                                 | 1979           | 2,811 | أوركسترا يوتا السيمفونية                                                                 |
| يوتا    | سولت لايك سيتي | كينجسبري هول                            |                                 | 1930           | 1992  | أوبرا يوتا                                                                               |
| يوتا    | سولت لايك سيتي | قاعة ليبي جاردنر للحفلات الموسيقية      |                                 | 1997           | 680   | سالت ليك سيمفوني، يوتا فيلهارمونيا                                                       |
| يوتا    | سولت لايك سيتي | سالت ليك تابيرناكل                      |                                 | 1867           | 3500  | جوقة المورمون تابيرناكل، الأوركسترا في تيمبل سكوير، أجراس في ساحة تمبل (6 أشهر من السنة) |
| يوتا    | سولت لايك سيتي | مركز مؤتمرات LDS                        |                                 | 2000           | 21000 | جوقة المورمون تابيرناكل، الأوركسترا في تيمبل سكوير، أجراس في ساحة تمبل (6 أشهر من السنة) |
| فيرمونت | برلنغتون       | مركز فلين للفنون المسرحية               | المنصة الرئيسية                 | 1930           | 1,411 |                                                                                          |
| فيرمونت | روتلاند        | مسرح باراماونت                          | المنصة الرئيسية                 | 1913           | 838   |                                                                                          |
| فرجينيا | فيرفاكس        | مركز جامعة جورج ميسون للفنون            | قاعة الحفلات الموسيقية          | 1990           | 2000  |                                                                                          |
| فرجينيا | نيوبورت نيوز   | مركز فيرغسون للفنون                     | قاعة الحفلات الموسيقية          | 2005           | 1,725 |                                                                                          |
| فرجينيا | نورفولك        | قاعة كرايسلر                            |                                 | 1972           | 2500  | أوركسترا فرجينيا السيمفونية                                                              |
| فرجينيا | ريتشموند       | مركز دومينيون للفنون                    | مركز ريتشموند                   | 1928/1983/2009 | 1700  | ريتشموند سيمفوني، فيرجينيا أوبرا                                                         |
| فرجينيا | فيينا          | حديقة وولف تراب الوطنية للفنون المسرحية | مركز فيلين                      | 1971           | 7000  |                                                                                          |

#### واشنطن - ويسكونسن
| ولاية           | موقع      | مكان                                 | غرفة                       | تاريخ البناء | مقاعد | المنظمات المقيمة                         |
| --------------- | --------- | ------------------------------------ | -------------------------- | ------------ | ----- | ---------------------------------------- |
| واشنطن          | سياتل     | قاعة Benaroya                        | قاعة S. Mark Taper         | 1998         | 2500  | جوقة سياتل السيمفونية سياتل للرجال       |
| واشنطن          | سياتل     | مكاو هول                             |                            | 2003         | 2890  | أوبرا سياتل باليه شمال غرب المحيط الهادئ |
| واشنطن          | سبوكان    | مسرح بنج كروسبي                      |                            | 1915         | 756   |                                          |
| واشنطن          | سبوكان    | مسرح فوكس                            | مسرح مارتن وولدسون في فوكس | 1931         | 1,604 | سبوكان السيمفونية                        |
| واشنطن          | تاكوما    | مسرح Pantages                        |                            | 1917         | 1169  |                                          |
| واشنطن          | والا والا | قاعة كوردينر                         |                            | 1968         | 1,384 | والا والا السمفونية                      |
| واشنطن          | ياكيما    | مسرح الكابيتول                       |                            | 1920         | 1500  | أوركسترا ياكيما السيمفونية               |
| فرجينيا الغربية | تشارلستون | مركز كلاي للفنون والعلوم             | قاعة عرض مؤسسة ماير        | 2003         | 1,883 | أوركسترا فرجينيا الغربية السيمفونية      |
| فرجينيا الغربية | تشارلستون | مركز كلاي للفنون والعلوم             | مسرح ووكر                  | 2003         | 200   |                                          |
| فرجينيا الغربية | لويسبورغ  | كارنيجي هول، إنك.                    | قاعة هاميلتون              | 1902         | 420   |                                          |
| ولاية ويسكونسن  | جرين باي  | مركز Weidner                         | قاعة عائلة كوفرين          | 1993         | 2,021 |                                          |
| ولاية ويسكونسن  | ماديسون   | مركز الافتتاح                        | قاعة الافتتاح              | 2004         | 2,251 | أوركسترا ماديسون السيمفونية              |
| ولاية ويسكونسن  | ميلووكي   | مركز برادلي السمفوني                 | ألين برادلي هول            | 2021         | 1799  | أوركسترا ميلووكي السيمفونية              |
| ولاية ويسكونسن  | ميلووكي   | مسرح بابست                           |                            | 1895         | 1,339 |                                          |
| ولاية ويسكونسن  | ميلووكي   | مركز ماركوس                          | قاعة Uihlein               | 1969         | 2,305 | أوبرا فلورنسا، ميلووكي باليه             |
| ولاية ويسكونسن  | شيبويجان  | مركز ستيفاني إتش ويل للفنون المسرحية | مسرح مركز ستيفاني إتش ويل  | 1928         | 1,153 | أوركسترا شيبويجان السيمفونية             |
| ولاية ويسكونسن  | كوهلر     | مسرح جون إم كوهلر التذكاري           | المسرح الكبير              | 1957         | 1,078 | سلسلة ضيف كوهلر المميز                   |

## أوقيانوسيا

### نيوزيلندا
| موقع       | مكان                  | غرفة         | تاريخ البناء | مقاعد | المنظمات المقيمة                                  |
| ---------- | --------------------- | ------------ | ------------ | ----- | ------------------------------------------------- |
| أوكلاند    | أوكلاند تاون هول      |              | 1911         | 1,673 | أوركسترا أوكلاند فيلهارمونيا                      |
| كرايستشيرش | قاعة مدينة كرايستشيرش | قاعة محاضرات | 1972         | 2500  | أوركسترا كرايستشيرش السيمفونية                    |
| دنيدن      | قاعة مدينة دنيدن      | قاعة محاضرات | 1930         | 2800  | أوركسترا دنيدن السيمفونية                         |
| ويلينجتون  | مركز مايكل فاولر      | قاعة محاضرات | 1983         | 2438  | أوركسترا نيوزيلندا السيمفونية، أوركسترا ويلينجتون |

## أمريكا الجنوبية والوسطى

### الأرجنتين
| موقع                 | مكان                              | غرفة                       | تاريخ البناء | مقاعد | المنظمات المقيمة |
| -------------------- | --------------------------------- | -------------------------- | ------------ | ----- | --- |
| باهيا بلانكا         | تياترو البلدية                    | مدير لا سالا               | 1913         | 850   | |
| بوينس ايرس           | تياترو كولون                      | مدير لا سالا               | 1908         | 2500  | أوركسترا بوينس آيرس الفيلهارمونية Orquesta Estable del Teatro Colón كورو إستابل ديل تياترو كولون باليه إستابل ديل تياترو كولون |
| بوينس ايرس           | سنترو كالتشرال كيرتشنر            | سالا سينفونيكا بالينا أزول | 2015         | 1950  | الأوركسترا السيمفونية الوطنية الأرجنتينية                                                                                      |
| بوينس ايرس           | سنترو كالتشرال كيرتشنر            | سالا الأرجنتين             | 2015         | 540   | |
| بوينس ايرس           | سنترو كالتشرال كيرتشنر            | صالون دي أونور             |              |       | |
| بوينس ايرس           | تياترو افينيدا                    | مدير لا سالا               | 1906         | 1200  | |
| بوينس ايرس           | يوسينا ديل آرتي                   | أوديتوريو                  | 2011         | 1200  | |
| بوينس ايرس           | تياترو ناسيونال سرفانتس           | سالا ماريا غيريرو          | 1921         | 860   | |
| قرطبة                | غران تياترو دي قرطبة              | مدير لا سالا               | 1873         | 1,000 | |
| قرطبة                | تياترو ديل ليبرتادور              | سالا مايور                 | 1891         | 1,000 | |
| كورينتس              | المسرح الرسمي خوان دي فيرا        | مدير لا سالا               | 1906         | 700   | |
| لا بلاتا             | تياترو أرجنتينو                   | مدير لا سالا               | 1999         | 2000  | |
| لا بلاتا             | مسرح بلدية تياترو كوليسيو بوديستا | مدير لا سالا               | 1886         |       | |
| مندوزا               | تياترو انديبيندينسيا              | مدير لا سالا               | 1925         | 730   | أوركيستا فيلارمونيكا دي ميندوزا                                                                                                |
| بارانا               | تياترو تريس دي فيبريرو            | مدير لا سالا               | 1908         | 850   | |
| روزاريو              | تياترو إل سيركولو                 | مدير لا سالا               | 1904         | 1450  | |
| سان خوان             | Auditorio خوان فيكتوريا           | سالا خوان فيكتوريا         | 1970         | 976   | |
| سان ميغيل دي توكومان | تياترو سان مارتن                  | مدير لا سالا               | 1912         | 900   | |
| سان نيكولاس          | تياترو البلدي رافائيل دي أغيار    | مدير لا سالا               | 1908         | 1250  | |
| سان سلفادور دي خوخوي | تياترو ميتري                      | مدير لا سالا               | 1901         | 600   | |
| سانتا في             | تياترو البلدية 1 ° دي مايو        | مدير لا سالا               | 1905         | 800   | |

### بوليفيا
| موقع  | مكان             | غرفة      | تاريخ البناء | مقاعد | المنظمات المقيمة |
| ----- | ---------------- | --------- | ------------ | ----- | ---------------- |
| لاباز | مسرح بلدية لاباز | مدير Sala | 1845         | 650   |                  |

### البرازيل
| موقع           | مكان                                 | غرفة                           | تاريخ البناء | مقاعد | المنظمات المقيمة                                                                 |
| -------------- | ------------------------------------ | ------------------------------ | ------------ | ----- | -------------------------------------------------------------------------------- |
| بيليم          | تياترو دا باز                        |                                | 1878         | 912   | أوركسترا تياترو دا باز السيمفونية                                                |
| بيلو هوريزونتي | Palácio das Artes                    | غراندي تياترو                  | 1971         | 1,692 | أوركسترا ولاية ميناس جيرايس السيمفونية                                           |
| برازيليا       | تياترو ناسيونال                      |                                | 1966         | 1,315 | أوركسترا تياترو ناسيونال السيمفونية                                              |
| كوريتيبا       | تياترو جويرا                         | قاعة بينتو مونهوز دا روشا نيتو | 1974         | 2,173 | أوركسترا بارانا السيمفونية، باليه تياترو جويرا                                   |
| فورتاليزا      | تياترو خوسيه دي ألينسار              |                                | 1910         | 794   |                                                                                  |
| جويز دي فورا   | Teatro do Centro Cultural Pró-Música |                                | 1974         | 500   |                                                                                  |
| جويز دي فورا   | سينما ثياترو سنترال                  |                                | 1929         | 1,881 |                                                                                  |
| ماناوس         | تياترو أمازوناس                      |                                | 1896         | 701   |                                                                                  |
| بيلوتاس        | تياترو غواراني                       |                                | 1921         | 929   |                                                                                  |
| بورتو أليغري   | تياترو دا OSPA                       |                                | 1984         | 1,230 | أوركسترا بورتو أليغري السيمفونية،                                                |
| بورتو أليغري   | تياترو ساو بيدرو                     |                                | 1858         | 736   |                                                                                  |
| ريسيفي         | تياترو دي سانتا إيزابيل              |                                | 1850         | 860   | أوركسترا ريسيفي السيمفونية، أقدم أوركسترا سيمفونية في البرازيل                   |
| ريبيراو بريتو  | تياترو بيدرو الثاني                  |                                | 1930         | 1,588 |                                                                                  |
| ريو دي جانيرو  | سيداد داس أرتيس                      |                                | 2008         | 1800  | الأوركسترا السيمفونية البرازيلية                                                 |
| ريو دي جانيرو  | المسرح البلدي                        |                                | 1909         | 2,361 | مؤسسة Theatro Municipal أوركسترا البلدية السيمفونية مسرح جوقة البلدية السيمفونية |
| ريو دي جانيرو  | سالا سيسيليا ميريليس                 |                                | 1965         | 835   |                                                                                  |
| سلفادور        | تياترو كاسترو ألفيس                  | مدير Sala                      | 1967         | 1,554 | أوركسترا باهيا السيمفوني، باليه تياترو كاسترو ألفيس                              |
| ساو لويس       | تياترو آرثر أزيفيدو                  |                                | 1817         | 750   |                                                                                  |
| ساو باولو      | سالا ساو باولو                       |                                | 1999         | 1500  | أوركسترا ولاية ساو باولو السيمفونية                                              |
| ساو باولو      | المسرح البلدي (ساو باولو)            |                                | 1911         | 1,596 | أوركسترا مدينة ساو باولو السيمفونية                                              |
| ساو باولو      | تياترو ساو بيدرو                     |                                | 1917         | 736   | أوركسترا ولاية ساو باولو السيمفونية للشباب                                       |
| ساو باولو      | تياترو سيرجيو كاردوسو                | سالا سيرجيو كاردوسو            |              | 864   | فرقة سيمفونية ولاية ساو باولو                                                    |

### تشيلي
| موقع     | مكان                                  | غرفة                                 | تاريخ البناء | مقاعد | المنظمات المقيمة                                                                |
| -------- | ------------------------------------- | ------------------------------------ | ------------ | ----- | ------------------------------------------------------------------------------- |
| فروتيلار | تياترو ديل لاغو                       | إسباسيو فولكان ترونادور - سالا نستله | 2010         | 1,178 | Escuela de las Artes Teatro del Lago                                            |
| فروتيلار | تياترو ديل لاغو                       | مدرج                                 | 2010         | 270   |                                                                                 |
| سانتياغو | تياترو مونيسيبال دي سانتياغو دي تشيلي | مدير لا سالا                         | 1857         | 1500  | Orquesta Filarmonica de Santiago، Ballet de Santiago، Coro del Teatro Municipal |

### كولومبيا
| موقع    | مكان                                     | غرفة                         | تاريخ البناء | مقاعد | المنظمات المقيمة                        |
| ------- | ---------------------------------------- | ---------------------------- | ------------ | ----- | --------------------------------------- |
| بوغوتا  | إس: تياترو دي كريستوبال كولون            | مدير Sala                    | 1885         | 908   | الأوركسترا السيمفونية الوطنية لكولومبيا |
| بوغوتا  | تياترو البلدي خورخي إليسر جيتان          |                              | 1971         | 1,745 |                                         |
| بوغوتا  | سنترو الثقافية خوليو ماريو سانتو دومينغو | تياترو مايور                 | 2010         | 1,332 |                                         |
| بوغوتا  | مكتبة لويس أنخيل أرانجو                  | قاعة الحفلات الموسيقية       | 1966         | 367   |                                         |
| بوغوتا  | جامعة كولومبيا الوطنية                   | es: Auditorio León de Greiff | 1973         | 1700  | بوغوتا الفيلهارمونية                    |
| بوغوتا  | تياترو كولسوبيديو روبرتو آرياس بيريز     | مدير Sala                    | 1983         | 1,000 |                                         |
| بوغوتا  | Teatro de Bellas Artes de Bogotá         |                              |              |       |                                         |
| كالي    | المسرح البلدي                            | مدير Sala                    | 1929         |       |                                         |
| قرطاجنة | تياترو هيريديا أدولفو ميخيا              |                              | 1905         | 650   |                                         |
| ميديلين | مسرح ميديلين متروبوليتان                 |                              | 1987         | 1,634 | أوركسترا ميديلين الفيلهارمونية          |

### الإكوادور
| موقع | مكان                                 | غرفة                   | تاريخ البناء | مقاعد | المنظمات المقيمة                        |
| ---- | ------------------------------------ | ---------------------- | ------------ | ----- | --------------------------------------- |
| كيتو | كاسا دي لا ميوزيكا جي وهانس نيوستاتر | قاعة الحفلات الموسيقية | 2005         | 700   | Fundación Filarmónica Casa de la Música |

### بيرو
| موقع | مكان                         | غرفة | تاريخ البناء | مقاعد | المنظمات المقيمة    |
| ---- | ---------------------------- | ---- | ------------ | ----- | ------------------- |
| ليما | تياترو مانويل أسينسيو سيجورا |      | 1909         | 796   | باليه بلدية دي ليما |
| ليما | تياترو بيروانو اليابان       |      |              | 1,025 |                     |
| ليما | تياترو مونيسيبال دي ليما     |      | 1920         | 1,314 |                     |
| ليما | غران تياترو ناسيونال         |      | 2012         | 1500  |                     |

### أوروغواي
| موقع       | مكان                          | غرفة                | تاريخ البناء | مقاعد | المنظمات المقيمة                                                                                            |
| ---------- | ----------------------------- | ------------------- | ------------ | ----- | --- |
| مونتيفيديو | Auditorio Nacional Adela Reta | سالا إدواردو فابيني | 1905         | 2.000 | باليه ناسيونال ديل سودري كورو ديل سودري أوركيستا سينفونيكا ديل سودري Conjunto de Música de Cámara del Sodre |
| مونتيفيديو | تياترو سوليس                  | مدير Sala           | 1856         | 1500  | كوميديا ناسيونال، Orquesta Filarmónica de Montevideo                                                        |
| مونتيفيديو | تياترو سوليس                  | سالا زافالا مونيز   |              | 284   | - |

### فنزويلا
| موقع        | مكان                                   | غرفة                    | تاريخ البناء | مقاعد | المنظمات المقيمة                                                                 |
| ----------- | -------------------------------------- | ----------------------- | ------------ | ----- | -------------------------------------------------------------------------------- |
| كاراكاس     | مجمع تيريزا كارينو الثقافي             | سالا ريوس رينا          | 1983         | 2,367 | أوركسترا فنزويلا السيمفونية Coro de Ópera Teresa Carreño باليه ديل تيريزا كارينو |
| كاراكاس     | مجمع تيريزا كارينو الثقافي             | سالا خوسيه فيليكس ريباس | 1976         | 347   | Orquesta Filarmónica Nacional de Venezuela                                       |
| كاراكاس     | جامعة فنزويلا المركزية                 | اولا ماجنا              | 1953         | 2700  |                                                                                  |
| كاراكاس     | جامعة فنزويلا المركزية                 | قاعة الحفلات الموسيقية  | 1954         | 400   |                                                                                  |
| كاراكاس     | Centro de Acción Social para la Música | سالا سيمون بوليفار      | 2011         | 1100  | سيمون بوليفار أوركسترا سيمفونية                                                  |
| كاراكاس     | Centro de Acción Social para la Música | سالا فيدورا اليمان      | 2011         | 400   |                                                                                  |
| كاراكاس     | تياترو مونيسيبال دي كاراكاس            | الحجرة الرئيسية         | 1881         | 1200  | Orquesta Sinfónica Municipal de Caracas                                          |
| كاراكاس     | تياترو ناسيونال                        | الحجرة الرئيسية         | 1905         | 797   |                                                                                  |
| ماراكايبو   | مسرح بارالت                            | الحجرة الرئيسية         | 1883         | 683   | أوركيستا سينفونيكا ديل زوليا                                                     |
| ماراكايبو   | تياترو بيلاس أرتيس                     | الحجرة الرئيسية         | 1964         | 620   | أوركيستا سينفونيكا دي ماراكايبو                                                  |
| فالنسيا     | تياترو مونيسيبال دي فالنسيا            | الحجرة الرئيسية         | 1894         | 647   | أوركيستا سينفونيكا دي كارابوبو                                                   |
| فالنسيا     | جامعة كارابوبو                         | اولا ماجنا              | 2014         | 2,515 |                                                                                  |
| باركيسيميتو | تياترو خواريز                          | الحجرة الرئيسية         | 1905         | 708   | Orquesta Sinfónica de Lara                                                       |
| ماراكاي     | Teatro de la pera                      | الحجرة الرئيسية         | 1973         | 860   | أوركيستا سينفونيكا دي أراغوا                                                     |
| ميريدا      | Centro Cultural Tulio Febres-Cordero   | سالا فيبريس كورديرو     | 1994         | 1168  | أوركيستا سينفونيكا دي ميريدا                                                     |

## جمعيات الصناعة
- الرابطة الدولية لمديري الأماكن [16]
- المجلس العالمي لإدارة المواقع [17]